# 慕尼黑机场
慕尼黑机场（德語：Flughafen München）位于德国慕尼黑东北28公里的埃尔丁沼泽，紧邻弗赖辛。海拔高度448米。该机场占地1618公顷，其中49%的部分属于埃尔丁县的奥伯丁，而西部占稍大比例的部分则分属弗赖辛县的三座城市:西南部分属于哈尔贝格摩斯、西北部分的游客公园属于弗赖辛、北端很小的一部分则属于马兹林，占地仅有2.8公顷。当局计划在机场区域的北部增加约1500公顷的土地以兴建第三条起降跑道。这样马兹林将会占较大的部分。但奥伯丁同样在为其东部的艾丁区申请这项计划。它于1992年5月17日投入使用，以取代原本因周边密集的住宅而规模无法扩建的慕尼黑－里姆机场。慕尼黑机场是欧洲最大的航空枢纽之一，共有101家航空运营商在此提供航班飞往全球68个国家的242个航点。对于汉莎航空和星空联盟成员而言，慕尼黑机场是一个重要的枢纽机场，其转机乘客平均占机场总客运量40%的份额。
在2012年，若按旅客吞吐量计，慕尼黑机场以超过3,900万人次的客运规模而排名德国第二（仅次于法兰克福机场），同时位居欧洲第七位及世界第三十位。慕尼黑机场有时被冠以弗朗茨·约瑟夫·施特劳斯的别名，以纪念这位前拜仁州长以及空中客车的创始者之一。但这并非机场的官方名称。除了显示在部分交通标志牌上之外，这个别名几乎从不使用。此外从机场施工阶段至1992年，机场曾被短暂命名为“慕尼黑二号机场”，以便与当时仍在使用的慕尼黑－里姆机场区分。在Skytrax举办的2012年度世界最佳机场大奖评比中，慕尼黑机场名列第六，并在欧洲排名第二，仅次于阿姆斯特丹史基浦機場。兴建第三条起降跑道的计划在遭到慕尼黑全民公投否决后，于2012年7月17日宣告无限期搁置。

## 位置

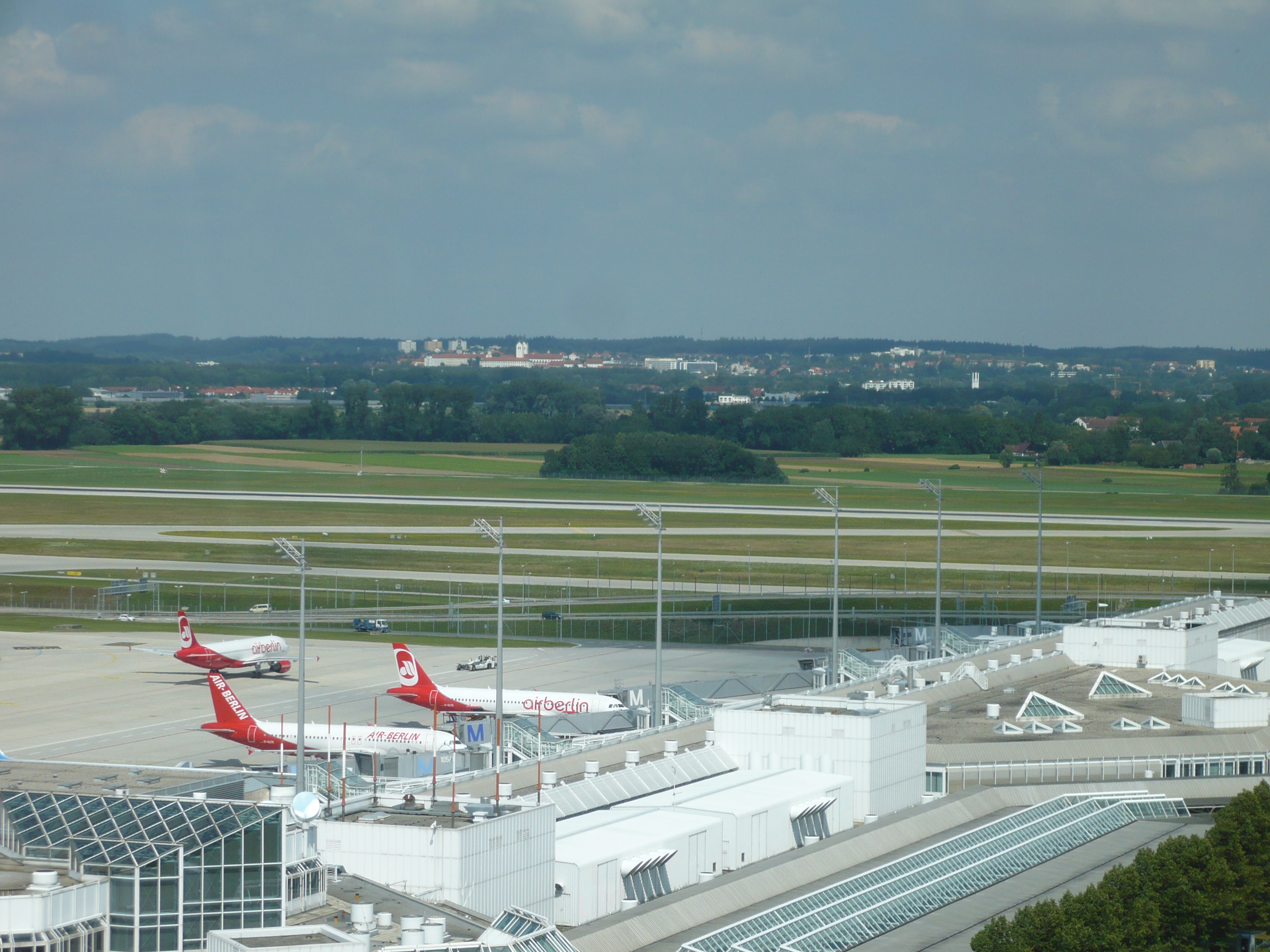
机场于弗赖辛的一侧

慕尼黑机场位于慕尼黑东北约28.5公里的埃尔丁沼泽，紧邻弗赖辛。海拔高度448米。
该机场占地1618公顷，其中49%的部分属于埃尔丁县的奥伯丁，而西部占稍大比例的部分则分属弗赖辛县的三座城市:西南部分属于哈尔贝格莫斯、西北部分的游客公园属于弗赖辛、北端很小的一部分则属于马尔茨林格，占地仅有2.8公顷。
当局计划在机场现有跑道系统的东北方约1180米处新建第三条起降跑道。如此机场面积将增加约870公顷，其中500公顷为规划绿地，马兹林将会占较大的部分。
埃尔丁沼泽地区在建设机场前的人口较为稀少。然而，由于需要为建设起降跑道创造空间，仍有一些居民被迫迁移。约400位居民需要放弃在弗兰茨海姆的分散型聚落。由于机场的定位是使尽可能少的人受到噪音困扰，因此机场离慕尼黑市中心的距离较远，而基建的滞后令连结机场的公共交通需要消耗相当长的运行时间。
| 地区         | 所属县     | 占地面积 (公顷) | %     |
| ------------ | ---------- | --------------- | ----- |
| 奥伯丁       | 埃尔丁县   | 795             | 49.1  |
| 哈尔贝格莫斯 | 弗赖辛县   | 360             | 22.3  |
| 阿塔兴       | 弗赖辛县   | 330             | 20.4  |
| 弗赖辛       | 弗赖辛县   | 130             | 8.0   |
| 马尔茨林格   | 弗赖辛县   | 3               | 0.2   |
| 慕尼黑机场   | 慕尼黑机场 | 1618            | 100.0 |

## 地面交通

### 道路

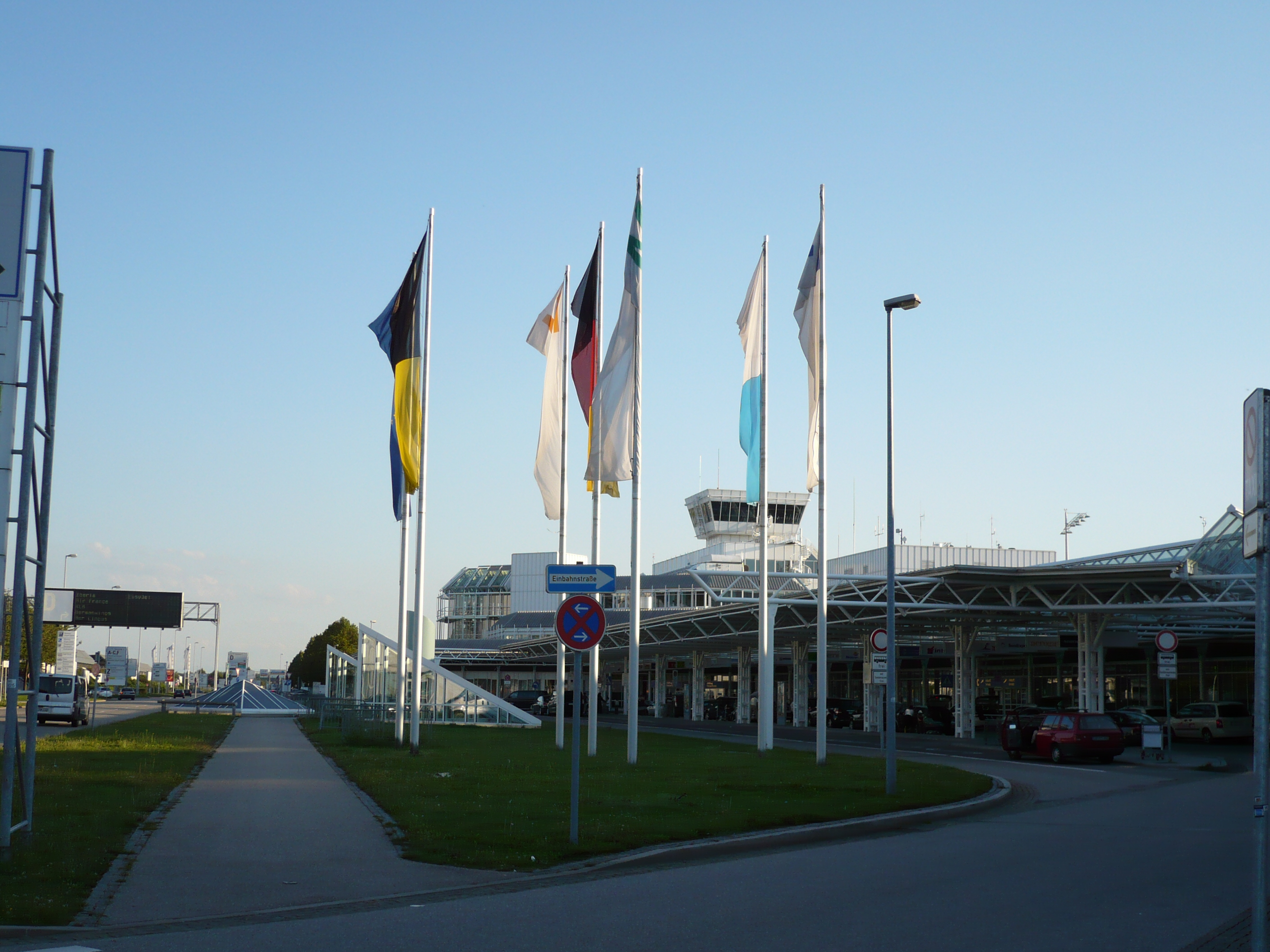
通往1号航站楼C区的道路

在慕尼黑机场附近可通过慕尼黑-代根多夫（München-Deggendorf）出口接驳至德国92号高速公路，实现与德国干线公路网的连接。与拜仁州东部的连接则主要通过2850号州道实现。
该机场提供的“汉莎机场巴士（Lufthansa-Airport-Busse）”，可以在因斯布鲁克、林茨、萨尔茨堡、因戈尔施塔特、雷根斯堡以及慕尼黑市区与机场之间实现无缝连接。机场还提供“上拜仁区域联运公司（Regionalverkehr Oberbayern）”的巴士服务，连接至弗赖辛的公交系统。此外，在兰茨胡特和慕斯堡，可以通过“机场专线（Airport-Linie，一条兰茨胡特的公交线路）”连接至机场。其它可通过巴士接驳的目的地还包括奥格斯堡、布尔诺、慕尼黑展会、普法芬霍芬、陶夫基兴和瓦腾贝格等。

### 轨道

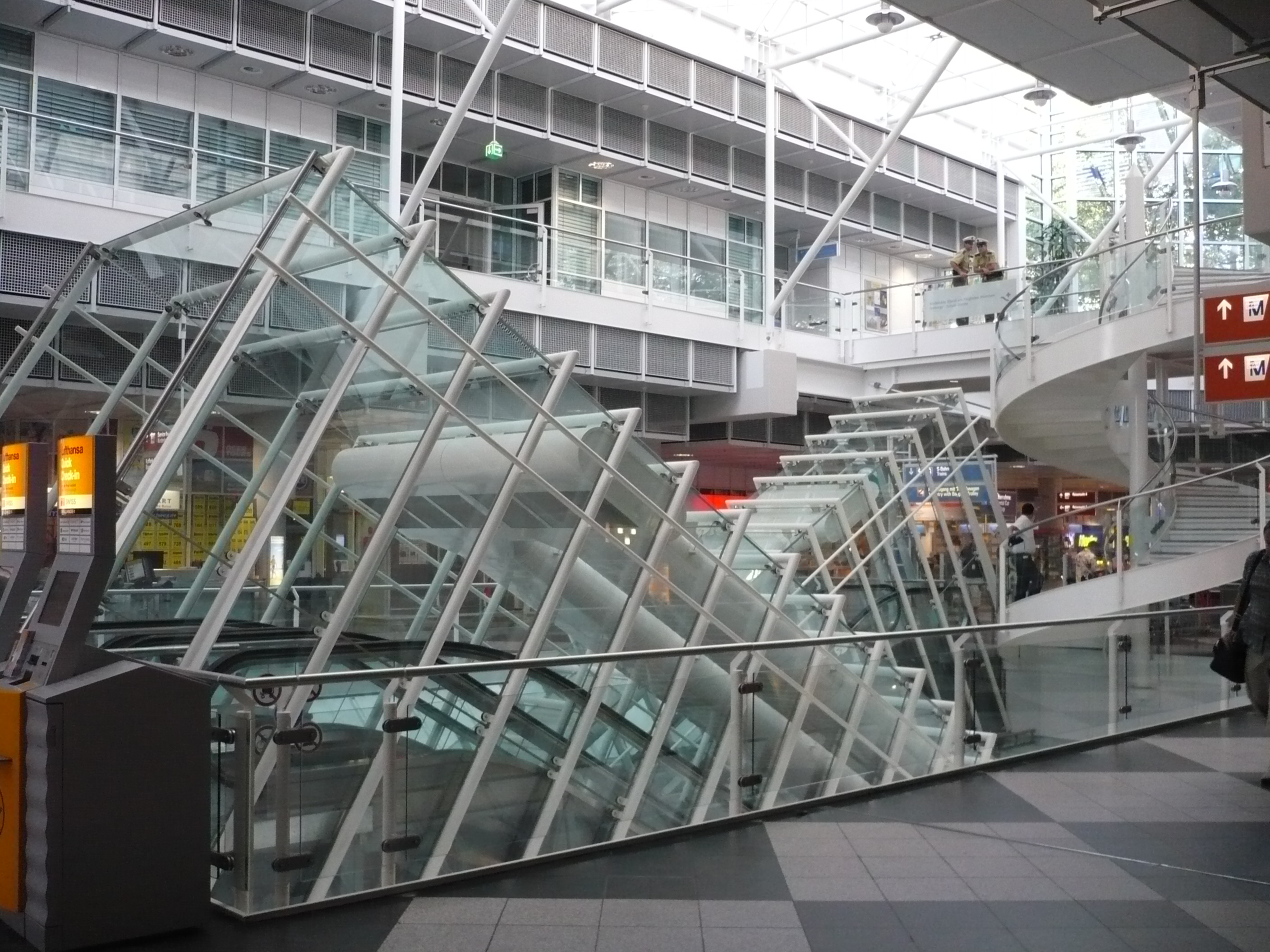
位于中央区的城鐵站扶梯

慕尼黑城铁的S1线和S8线连接至机场。此两条S-Bahn线路日间每20分钟各有一班列车往来与慕尼黑市区与机场之间。夜间的班次则部分减少，而凌晨2:00至4:00期间则不提供任何列車服务。S1线从机场经西部郊区至慕尼黑火车总站的时间通常约为44分钟，而途径东部郊区的S8线需41分钟，反方向从慕尼黑中央火车站至机场则分别需时41和39分钟。除了可以通过上述城鐵服务前往至弗赖辛外，慕尼黑机场还与慕尼黑-雷根斯堡铁路相连接，可籍由区域列车前往纽伦堡、帕绍、魏登、班贝格、霍夫甚至布拉格。
双线的S-Bahn车站位于航站楼的下方，设有一座210米长的側式月台。该建筑是由一个长1,300米、离地深11米的隧道嵌入而成，其西部和东部的上方分别为停机坪和中央区。除了300米长的车站设施外，建筑设施还包括月台西端约600米长的隧道区间和东端约400米长的转向区间。隧道的东端还设有一个紧急出口和排烟通风门。
由机场直接连至全国干线铁路网至今仍未实现，这有时会被看做是这个大型机场的缺点。不过，关于改善机场铁路的计划和想法仍在不断进行讨论，例如增加一条快速鐵路系统或连接至ICE列车网络。机场东部的埃尔丁环线尚未竣工；西部的纽法恩折返线已于2018年尾完工，每小时有一班往来于雷根斯堡的RE列车通过纽法恩折返线经弗赖辛直连机场。此外，弗赖辛停靠自慕尼黑总火车站经雷根斯堡、比尔森往来布拉格等地的 ALEX 列车，这些地区的乘客亦可在弗莱辛中转巴士、S-Bahn 及 RE 前往机场。

### 慕尼黑磁悬浮计划

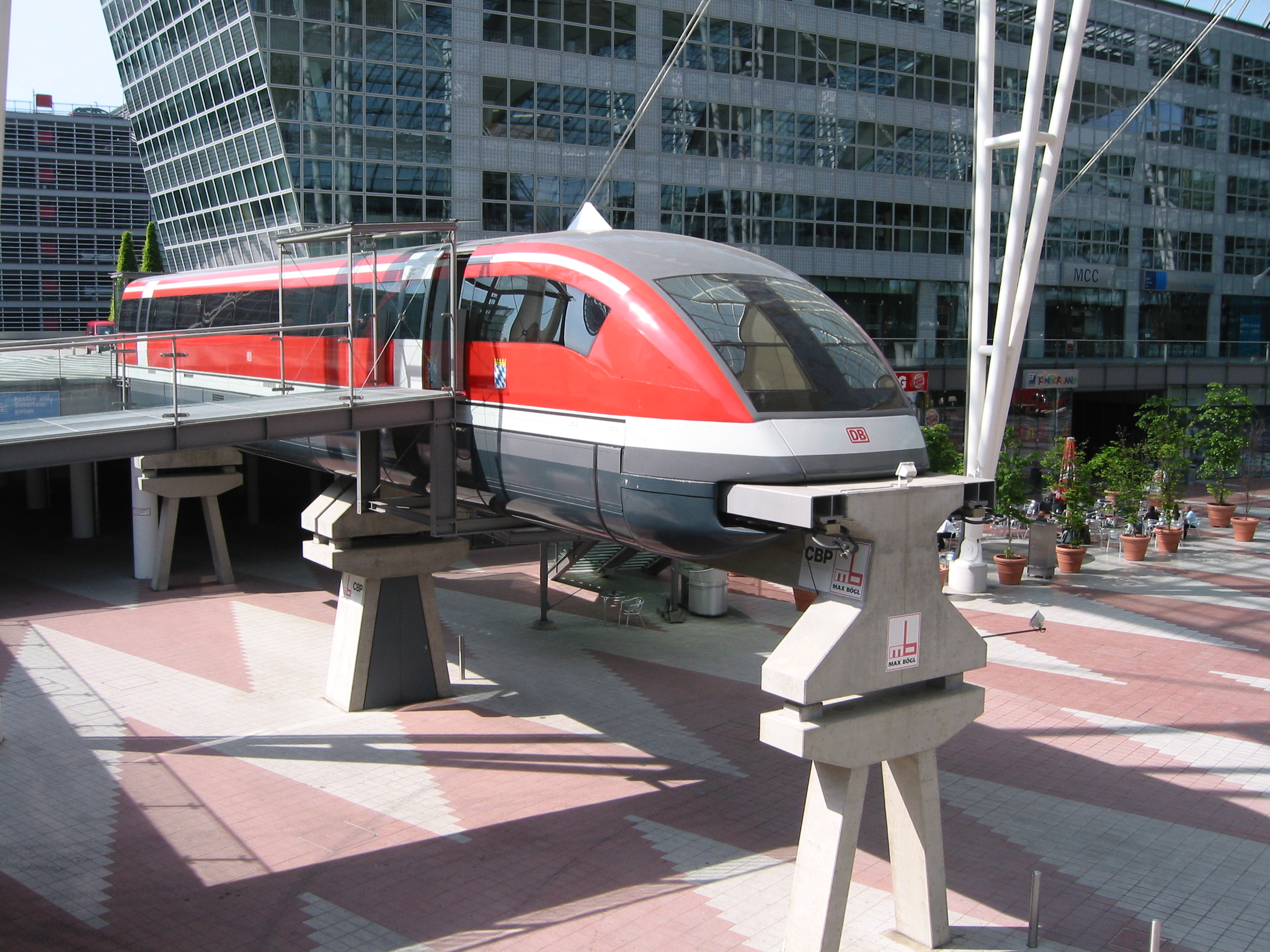
慕尼黑磁悬浮计划的原型车在2008年5月前一直展示于慕尼黑机场中心

在慕尼黑机场迅速发展成为一个国际航空枢纽后，机场开始考虑为日渐增长的客流提供一个高性能的交通服务连接慕尼黑市中心。最理想的交通服务介乎于轨道运输及航空运输之间，于是建造一条可靠的高速磁悬浮轨道的规划被提上日程。慕尼黑磁悬浮列车由机场至慕尼黑中央火车站，规划的旅行时间为10分钟，当时的口号为“十分钟之内抵达，每隔十分钟一班（In 10 Minuten, alle 10 Minuten）”。与传统的轮轨技术不同，磁悬浮軌道的磁力使列车之懸浮在空中，行走时无需接触路面，这是该种极具创新的交通模式首次在德国应用。这条长37.4公里的线路建造规划程序于2005年2月28日推出，并與德國鐵路及西門子與蒂森克虜伯簽訂1.85億歐元的建造合同。其后却因越来越高的融资成本，在经过长时间的政治性争论后，当局最终放弃了这个项目。2008年3月27日，联邦交通部长沃尔夫冈·蒂梵西（Wolfgang Tiefensee）和拜仁州州长金特·贝克斯泰因（Günther Beckstein）共同在柏林发表声明，慕尼黑磁悬浮项目正式取消。作为磁悬浮列车应用资讯中心的原型车在慕尼黑机场中心展示了近6年，于2008年5月以1欧元的象征性价格售予原制造商马克斯·博格，其中已开发的基础设施亦将拆除。

## 历史

### 慕尼黑的航空历史

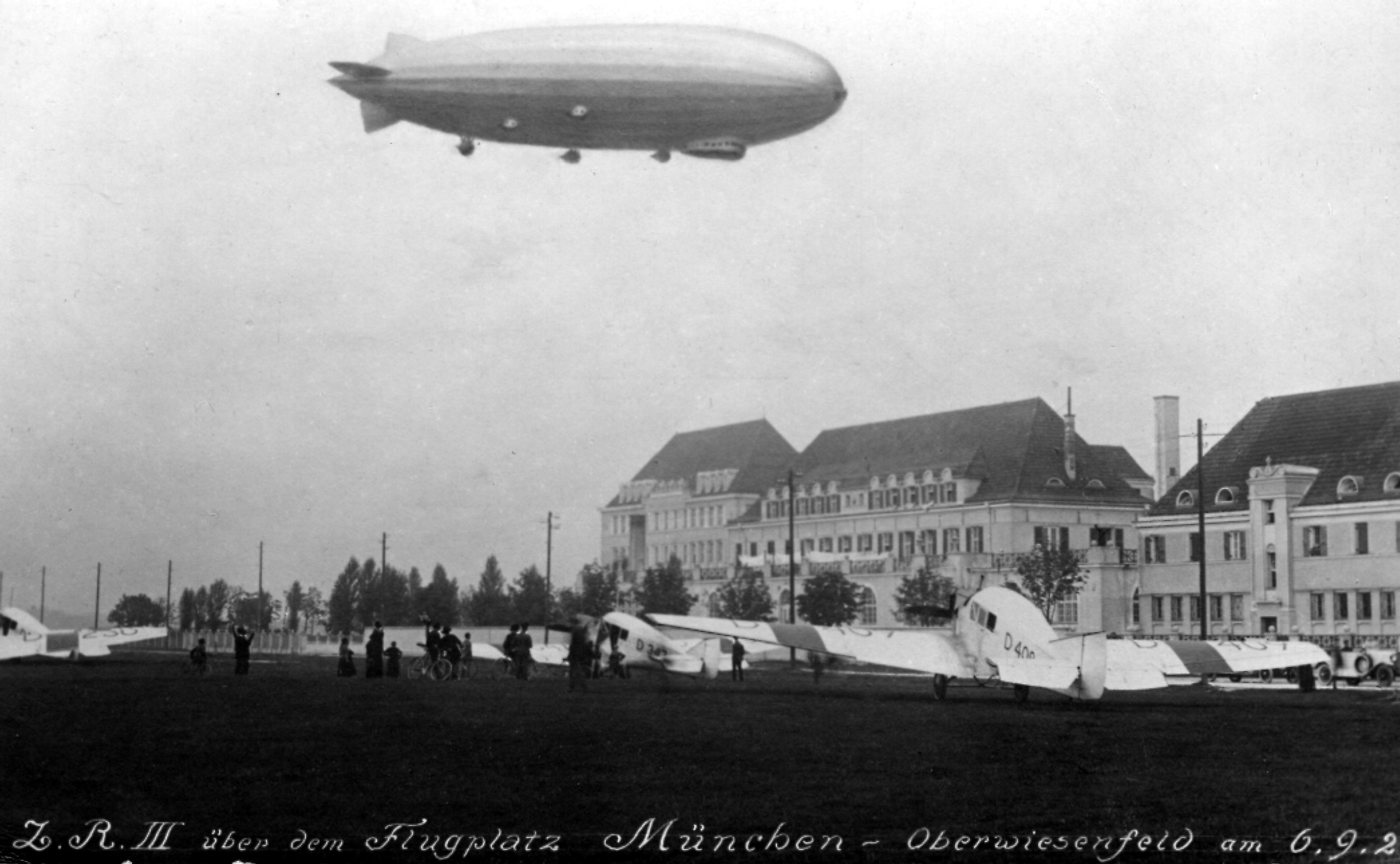
一架齐柏林飞艇飞越奥伯维森菲尔德上空（1924年）

慕尼黑地区的首次航空飞行始于1820年10月10日，威廉敏娜·赖希哈特（Wilhelmine Reichardt）在特莱西娅草坪将一个热气球升入空中。1910年，一些航空开拓者在慕尼黑西部的普赫海姆进行首次飞行试验。皇家拜仁军团飞行队（Luftschiffer der Königlich Bayerischen Armee）注意到了奥伯维森菲尔德具备作为热气球升降的地形优势，并于1909年4月于当地降落了首架齐柏林飞艇。1912年，皇家拜仁军团空军在此成立，后于同年4月1日转场至上施莱斯海姆。时至今日，奥伯维森菲尔德和上施莱斯海姆那历史悠久的机库已成为拜仁州现存最古老的飞行场地，前者还作为一个特殊用途的机场，用以陈列德意志博物馆的航空藏品。

#### 奥伯维森菲尔德机场
奥伯维森菲尔德在1913年5月创建了拜仁的首个军用飞行场，并在1920年诞生了其首个客运交通。鲁姆普勒航空公司利用改装的军用飞机投入慕尼黑-奥格斯堡和慕尼黑-纽伦堡-莱比锡-柏林的定期航班服务。作为第二个在慕尼黑运营的航空公司，拜仁航空罗特（Bayerische Luft-Lloyd）也于1921年开始在上施莱斯海姆提供连接慕尼黑-康斯坦茨的航班服务。1927年，奥伯维森菲尔德开始规划将其各种设施扩建为一座正式机场。并于1931年5月3日随在此举行的一场大型航空展而宣告落成。在1932年，奥伯维森菲尔德机场仅录得16000人次的客运量，但在随后的6年时间里，旅客数量增加了3倍多。1938年，在这个慕尼黑首座交通机场的最后一个企业年度里，奥伯维森菲尔德共录得49156人次的客运量。

#### 慕尼黑－里姆机场

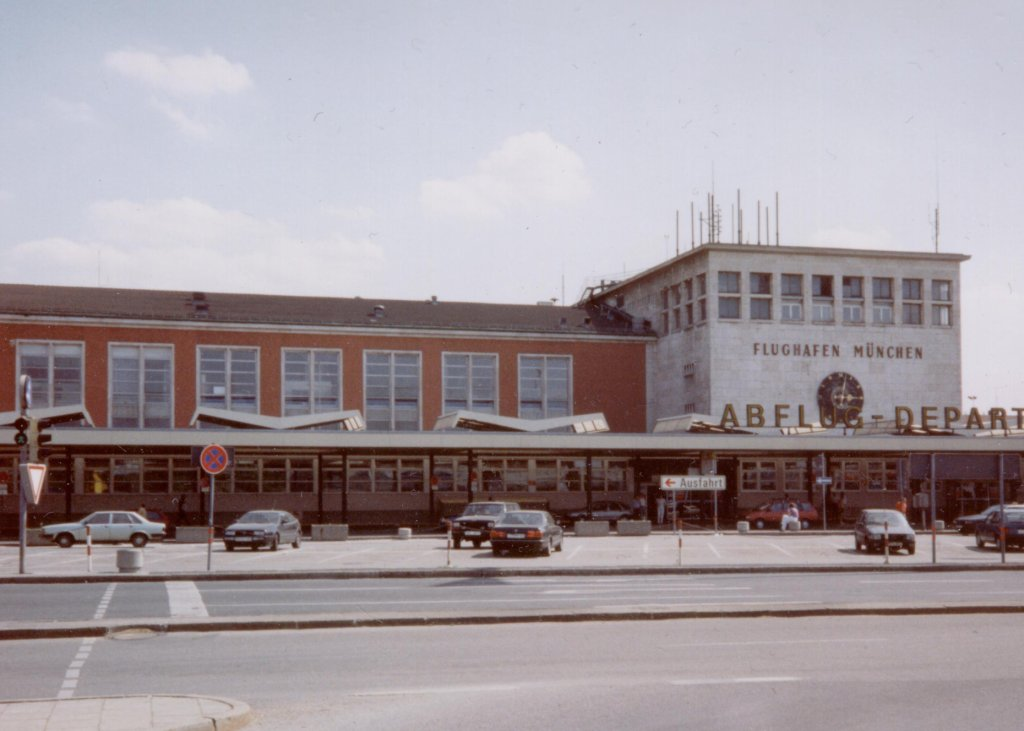
慕尼黑－里姆机场外观

作为民航机场的奥伯维森菲尔德由于场地太小，无法满足日益增长的航班数量，于城外再建一座新机场的计划便应运而生。最终，选址被确定在里姆。1939年10月24日，由建筑师恩斯特·萨格比尔（Ernst Sagebiel）设计、一座在当时条件和规模极为优越的机场在里姆建成。1939年10月25日，里姆机场迎来了其首个航班，这是汉莎航空的一架从柏林飞抵的容克Ju 52，于慕尼黑作短暂停留后，继续飞往威尼斯和罗马。在经历了第二次世界大战后，里姆机场的民用航空业务直至1948年4月6日才重新开放，当日从伦敦飞来的泛美航空一架道格拉斯DC-3降落于此。该机场的最后一个运营日是在1992年5月16日，其所有业务在一夜之间搬到了新的慕尼黑机场，并于1992年5月17日开始运作。

### 初步规划
1954年，慕尼黑-里姆机场的机场管理公司制定了一份发展总规划，发现对机场进行进一步的扩建和改造是不合适的，因为当时机场仅距离市中心10公里，人口及建筑布局已经相当密集。而随后在1960年12月17日的一起空难中，飞机坠毁在市中心的拜仁大街及马丁-格莱夫大街交界的拐角处，共造成52人罹难，令人们再次提出新建一座“远离城市”的机场的诉求。

### 选址
不久后当局收到几份不同的选址建议，但这些方案都非常具有争议，尤其是都没有经过专业的调查咨询。在1963年3月，拜仁州及慕尼黑政府联合成立了“慕尼黑大型机场选址委员会”（Kommission Standort Großflughafen München），由时任拜仁州劳动部长的理查德·厄克斯勒直接领导，因为也被简称为“厄克斯勒委员会”（Oechsle-Kommission）。该机构的主要职责便是为新机场的规划寻找一个合适的地点。至1964年，共提交了20份选址建议，这些地点都达到了一定的标准，如平缓的地表、合适的地质条件、距离慕尼黑市区不超过半小时车程以及居民徙置的便利性等。新机场的空间需求量估计可达1500公顷。
在经过筛选后，有5个地点进入了候选名单，分别是马门多夫、舒尔泽慕斯、埃尔丁沼泽、霍尔科芬和霍福丁森林。而在1964年8月提交的最后报告中，该名单进一步剔除了马门多夫及埃尔丁泥沼。尽管霍福丁存在更多的问题，例如在此进行大型基建将会严重破坏当地特有的植物群及动物群，但它还是因为拥有较大的面积及完善的交通硬件设施而被保留。当今的选址埃尔丁沼泽被放弃，因为那里并没有特别优厚的条件，而且当地已建有一个埃尔丁空军机场。马门多夫则被认为拥有过高的人口密度，即便机场在当地可拥有一个理想的交通硬件设施。然而厄克斯勒委员会仍无法找到最佳的选址，遂在1965年10月将最终报告提交“慕尼黑机场工作组”（Arbeitskreis Flughafen München）审议。在那里，舒尔泽慕斯被否决，因其靠近菲尔斯滕菲尔德布鲁克飞行场（Flugplatz Fürstenfeldbruck），那里的军事用途会让机场受到干扰，并且当地的地质条件也不利于基建。霍尔科芬也被否决，因其位于慕尼黑与慕尔多夫之间的重要区域内，在此兴建机场将无可避免的出现与里姆机场类似的问题。最终工作组于1966年7月建议选址在霍福丁森林，并给出支持的论据：那里是一个下游区，其空中交通安全、地形及所有权状况均有利于兴建机场。因此，拜仁州部长理事会决定着手推进该区域相关方面的规划进程。
但与此同时，德国联邦国防部决定关闭其设于埃尔丁的空军基地，为埃尔丁沼泽建造大型机场创造了有利条件。选址建议因此被重新恢复，并在1967年被纳入规划进程。1969年7月，新机场被正式确立在埃尔丁泥沼兴建。选址的理由是其符合区域规划及整体国家规划。1969年8月5日，拜仁州部长理事会在拜仁州长阿尔方斯·戈佩尔的授权下，最终决定将机场的建设规划纳入议事日程。

### 具体计划和权利事项的争议

#### 决策
1969年，已取得航空许可证的机场管理公司——慕尼黑机场有限公司（简称）获准负责新机场的拟建规划工作。其于1974年5月发布并制定了一些新机场环评报告的主要参数，当中包括所谓的“六二分贝线（62 dB(A)-Linie）”，指出62分贝的连续噪音的分界线不得在机场外的任何地方超过一天。然而项目在审批过程中仍遭到州政府和周边社区自治委员会的反对，并要求重新作出环评规划，因为原报告是“非正式”的，但这一要求被拜仁州行政法院否决。有关方面遂至德国联邦最高行政法院对裁决提请上诉，该申请于1973年2月21日被再度驳回。

#### 规划
FMG在1974年6月7日获得批准后开始确定首份规划程序。接下来的审批共经过了249次听证会。1979年7月8日批准的规划中允许建造三条起降跑道，其中两条为4000米长，间隔为2300米的平行起降跑道，另一条规划于北面的起降跑道规模稍小，将作为通用航空的飞行器起降之用。在南面设立第四条起降跑道的计划被拒绝，因每小时起降120架次飞机的潜在数量已被认为太过频密，共有5724宗的申诉反对该计划。这也导致慕尼黑行政法庭随后做出了减少接纳40个“重要申诉请求（repräsentative Musterklagen）”的决定。拜仁自然保护署（Bund Naturschutz in Bayern）反对这项决定，因为其申诉在去到联邦宪法法院之前就因成功前景不佳而未获接纳。其在机场建设开始后再度提请诉讼，慕尼黑行政法庭却在基本诉讼程序中因人手不足而一直搁置。1980年10月31日，行政法庭驳回申诉，而拜仁州行政法院却在1981年4月16日却做出了相反的决定，因此造成机场规划决定的延期，并迫使一些建设停工。后续的一些申诉，包括拆除已建成的部分的要求最终都未获成功。
随后FMG开始审议和协商暂缓在北面兴建第三条起降跑道的事宜，并在1981年提交了修正案，这就形成了机场的第二份规划程序。1983年第一季度，规划开始被公开讨论，并在1984年6月获得批准。修正案内除了已提到的减少为双起降跑道系统外，还制定了夜间飞行的规则。造成这些变化的原因并不仅仅由于外部的申诉，也因为对于航空交通状况的最新预测，这份预测比原先的增长预期低得多；时至今日，人们发现即便是当时最高的预测也已过低。在1979年的规划草案中，对于每年乘客数量的预测是1985年为944万、1990年为1201万、2000年为1423万、2010年为1760万人次。当1984年的草案变更后，对于每年乘客数量的预测值降为1990年的781.4万和2000年的1076.9万人次。事实上，乘客数量早在1985年的便已达804.3万、1990年达1142.4万、2000年达2312.6万、2007年更是达到3398万人次。

### 建设

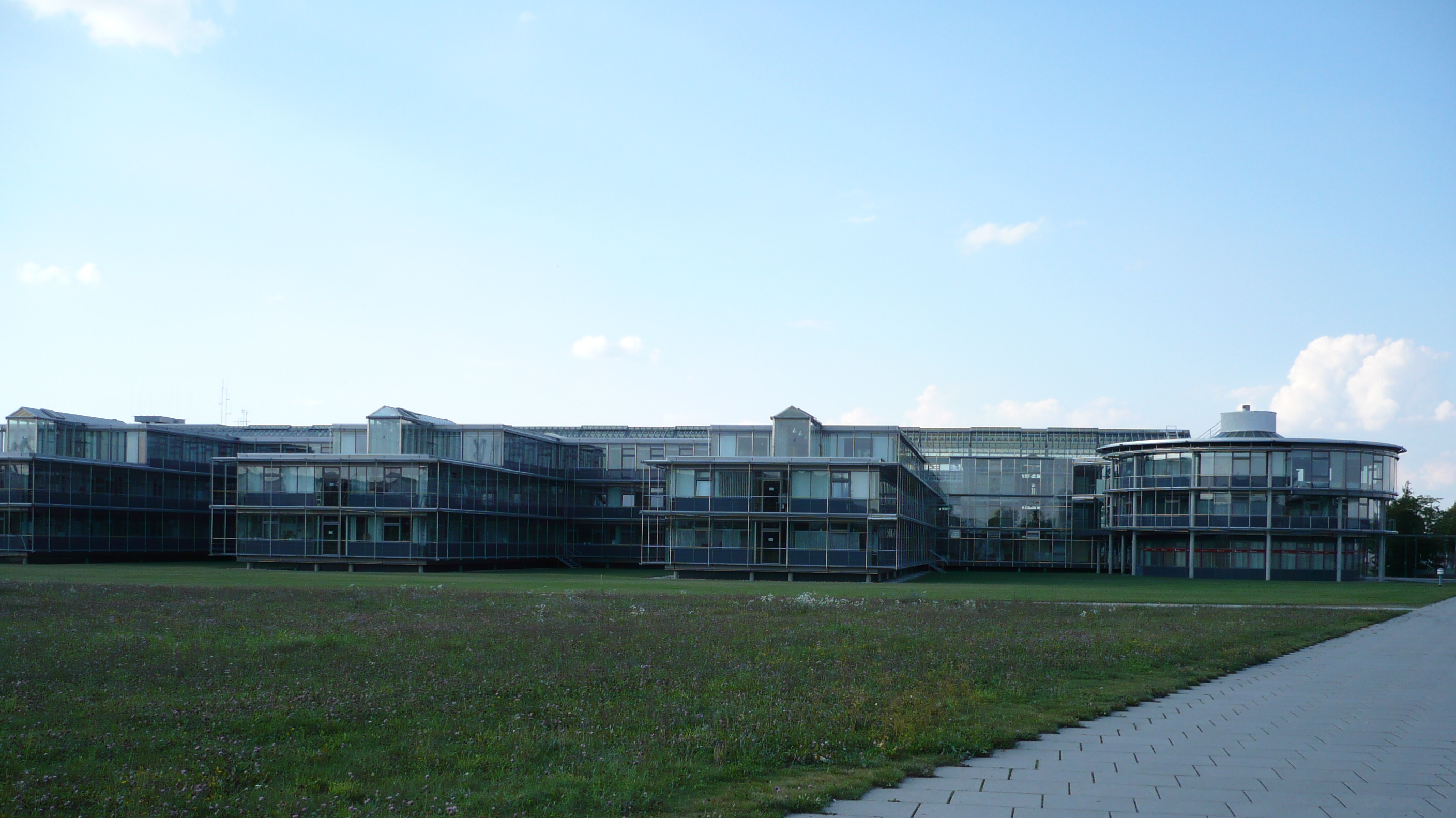
慕尼黑机场有限公司（FMG）行政大楼

1985年3月，机场建设在拜仁行政法院提出停止建设和施工两个月后复工。最后驳回的申诉是在1986年12月，联邦最高行政法院裁定慕尼黑机场的规划是合法的。作为首座高层建设项目的中央区始建于1987年8月，1号航站楼则始建于1988年1月。1989年7月，拜仁行政法院通过了再次加强对夜间航班限制的法案。1989年9月，1号航站楼封顶。1991年8月，FMG的行政大楼正式在机场北区竣工，同年12月，管制塔投入运行。地面上的操作，如行李分拣系统、登机手续处理等于1992年2月开始试运行；飞行测试则于同年4月开始。

### 运营

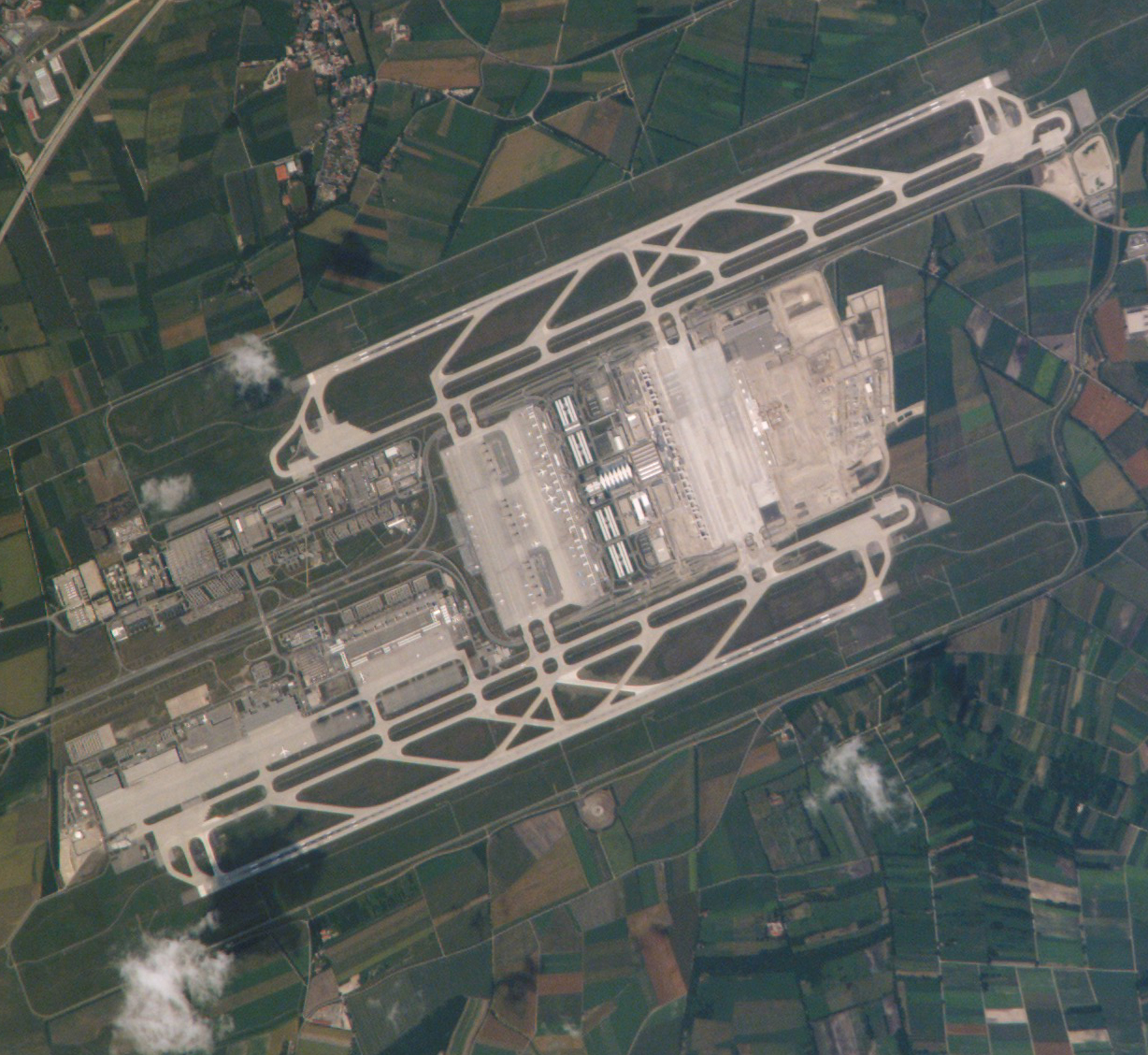
建造中的2号航站楼卫星图（2002年）

慕尼黑机场的开幕仪式于1992年5月11日举行。时任拜仁州州长的马克斯·斯特莱布（Max Streibl）于当天中午13:30分正式宣布机场启用。随后一架被命名为“弗朗茨·约瑟夫·施特劳斯号”的空客A340原型机起飞。
1992年5月16日夜晚至17日凌晨，各航空公司完成了从慕尼黑-里姆机场到新机场的转场工作，过程相对较为顺利。里姆机场的最后一架汉莎航空的波音737客机在午夜前起飞后，结束了旧机场的历史使命。物流的转场得到了全世界的关注，这意味着慕尼黑机场的分析专家要经常面对类似的物流枢纽搬迁请求，例如从曼谷机场或雅典－塞里奥斯·韦尼泽洛斯机场转场至此。位于里姆的飞行场地及其标志性的塔台将被改造成为里姆博览城的一部分。

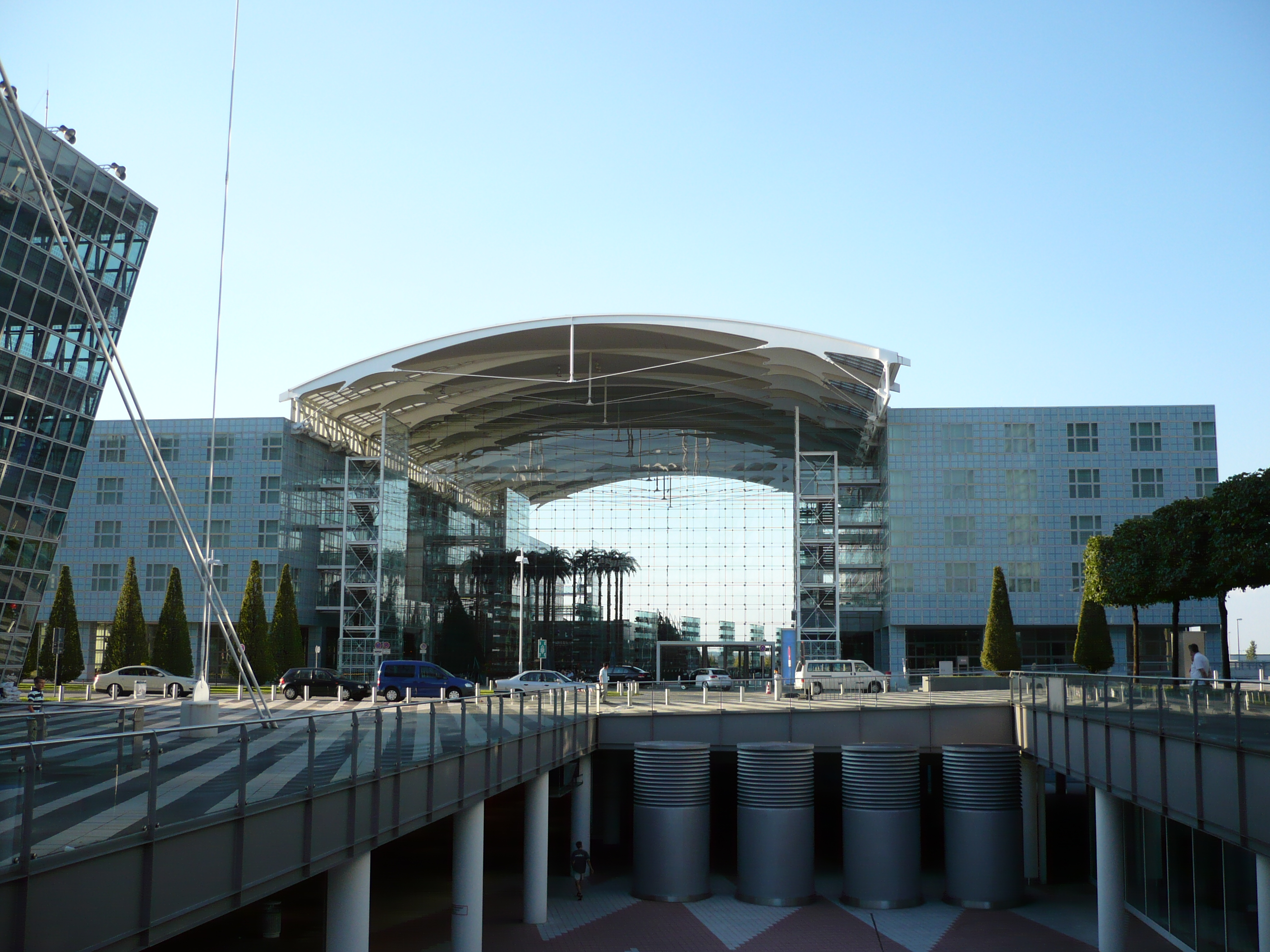
慕尼黑机场凯宾斯基饭店

1992年6月29日，慕尼黑机场首次成为DBA航空的飞行基地。1993年4月16日，空客A340被首次投入机场的定期航线，法国航空用其执行往返于巴黎－夏尔·戴高乐机场的短程航班。同年5月，慕尼黑机场的凯宾斯基饭店封顶，并于1994年4月投入运营。上述的DBA航空在此时期是仅次于汉莎航空的德国第二大航空公司，于1993年11月9日宣布将其行政总部搬迁至慕尼黑机场，并于次年3月27日完成。1994年的秋冬季，机场又首次成为枢纽机场，神鹰航空将此作为乘客的分流中转点。3月22日，机场决定兴建慕尼黑机场中心，这将是一座集办公室、商店、餐厅和会议室于一身的建筑，也是机场的首个大型扩建项目，建造预计耗资2.2亿德国马克。在1995年的夏季航班计划中，汉莎航空首次将两架空客A340驻扎在慕尼黑，用于执飞该机场日益增长的远程航线。慕尼黑机场也因此成为汉莎航空除法兰克福之外的第二枢纽。

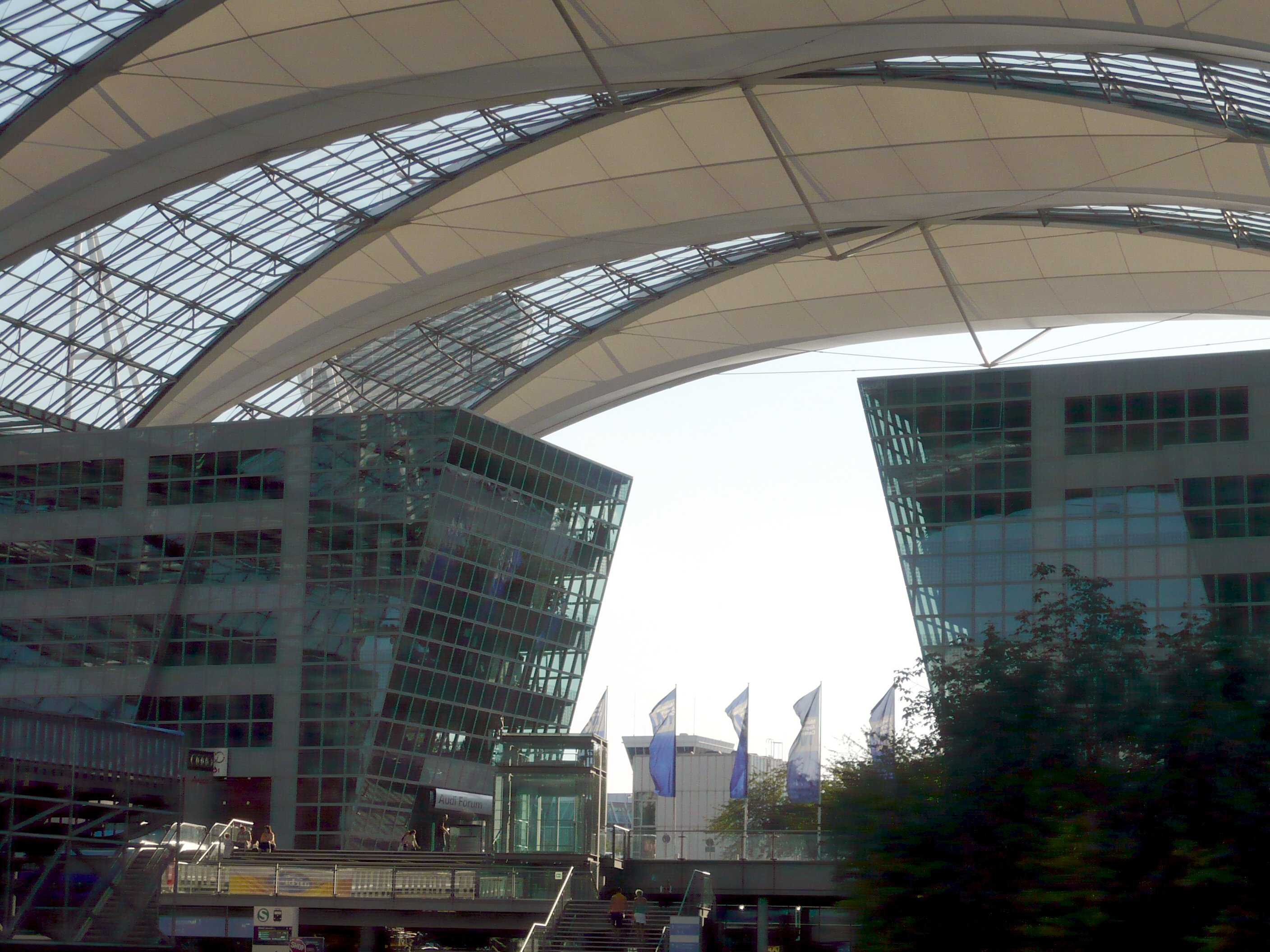
慕尼黑机场中心

1996年1月24日，慕尼黑机场迎来了第5000万名乘客。同年10月26日，协和飞机首次也是最后一次造访机场。1997年5月12日，1号航站楼的候机厅首次扩建完成。12月15日，机场对2号航站楼的建筑设计方案公开招标，并且首次跻身欧洲十大机场行列（以航班起降量及乘客数量计）。1998年5月30日，FMG与汉莎航空签订了谅解备忘录的框架协议，双方计划共同建造及管理2号航站楼，同时确定该航站楼将供汉莎航空及其伙伴航空公司独家使用。两个月后，2号航站楼的设计方案通过建筑设计竞赛产生，中标者为同样来自慕尼黑的科赫建筑师事务所及其合伙人（Architektenbüro Koch und Partner）。机场的第1亿名乘客于1998年11月18日实现。1999年5月机场首次对公众开放了充氢站，5月26日又再次扩建1号航站楼，以应对新的旅客增长预测。9月，慕尼黑机场中心正式建成开业。

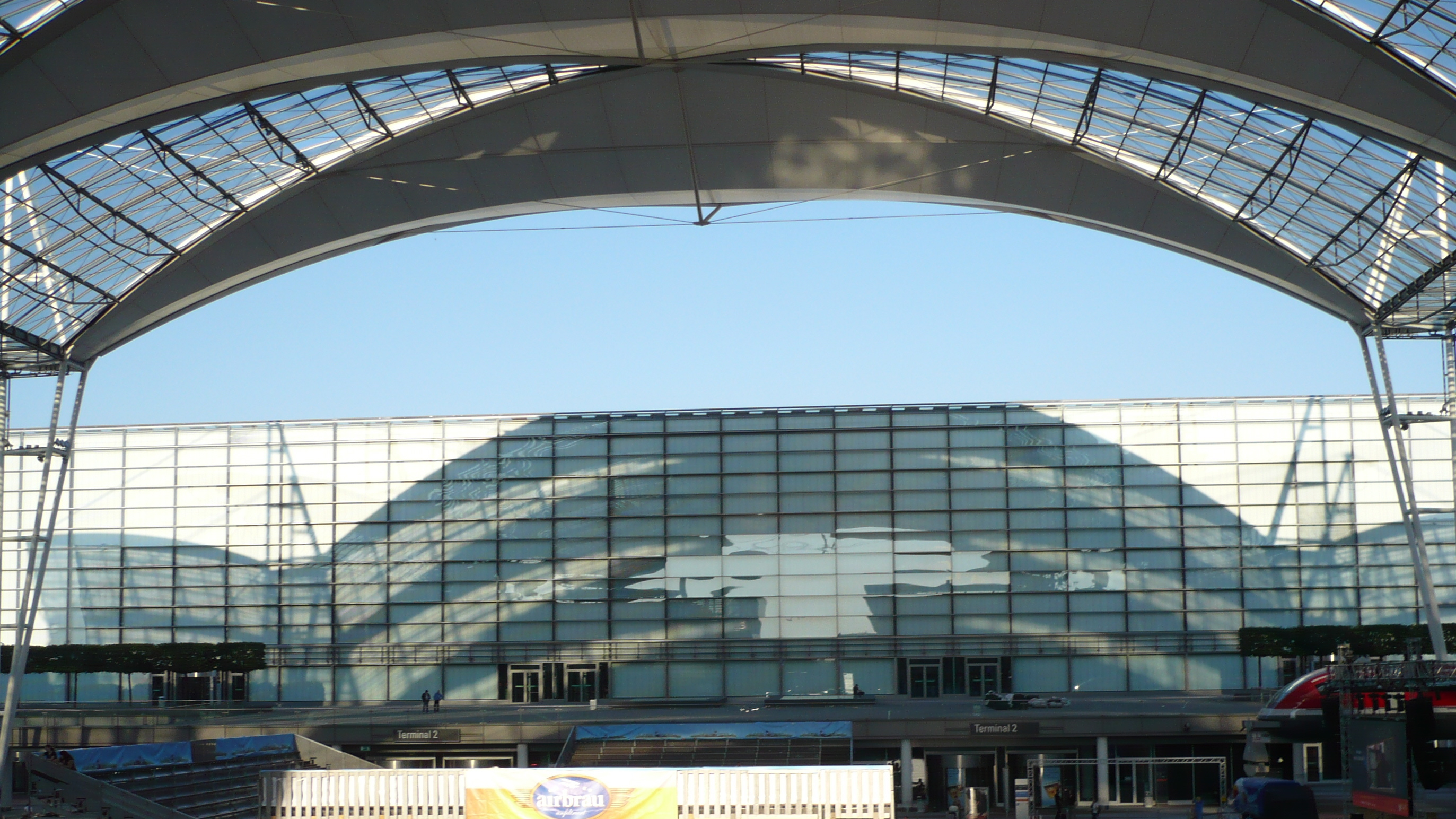
2号航站楼的中央大厅

2000年4月14日，价值16亿欧元的2号航站楼项目正式奠基，建造资金由汉莎航空（40%）及FMG（60%）共同分摊。项目于2003年6月27日建成投入使用，并于6月29日发送了其首个出发航班。随着2号航站楼的运营，机场的旅客处理能力达到每年5000万人次。
2005年7月，机场决定将兴建第三条起降跑道纳入规划议程，第三条起降跑道可使机场每小时90架次的起降量提升至每小时120架次。
在2011年的夏季航班计划中，增加了许多往返于慕尼黑的远程航线。这些新增的航线包括汉莎航空执飞的前往孟买、圣保罗和新加坡的航班。目前飞往首尔及釜山的航班为每天一班；卡塔尔航空飞往多哈为每周11班；因此从慕尼黑飞往这些地区的航班总量达到每周46班。雅库蒂亚航空自4月30日起提供每周两班飞往伊尔库茨克；北欧航空新增每周6班飞往奥斯陆；荷兰皇家航空也增加飞往阿姆斯特丹的航班为每日6班。此外，阿联酋航空还宣布自2012年1月1日起将使用空客A380-800执行每日一班飞往慕尼黑的航线。

## 机场设施

### 容量
慕尼黑机场的航班起降上限为每小时90架次，航站楼的旅客吞吐能力为每年5000万人次。
1号及2号航站楼各自拥有每年2500万人次的吞吐能力，其中2号航站楼已经达到其容量上限。1号航站楼负责接纳各航空公司点对点的航班，年均处理过千万人次的旅客；2号航站楼则主要作为汉莎航空及星空联盟成员的枢纽。
2010年12月，鉴于慕尼黑机场客流量的增长，FMG与汉莎航空决定共同建立一个卫星航站楼。已经确立的全新航站设施计划将通过一条地下旅客输送系统与2号航站楼相连接，预计将新增每年1100万人次的旅客处理能力。卫星航站楼最高可达亿6.5欧元的投资成本将参照2号航站楼由FMG和汉莎航空各自分担60%和40%的份额。根据目前的规划，呈T状的卫星航站楼将拥有两条飞机通道，提供52个登机闸口。27个停机位被直接设置在卫星航站楼中，这个数字比现有的2号航站楼附近区域的停机位增加了一倍多。这是为了确保慕尼黑机场在远程航线业务不断增长的背景下，仍能提供高质量的旅客处理能力。新航站楼预计可在2015年投入使用。
现有的两条起降跑道处理能力已经达到设计极限，几乎所有的优化措施均已采用。任何关于额外的起降时间请求皆因处理能力不足而需要否决，这直接导致了航空公司目前无法在慕尼黑大幅度的提升其网络规模，同时一些新航空公司也因此无法开辟与慕尼黑的通航服务。鉴于因特拉普兰咨询公司（Intraplan Consult GmbH）对慕尼黑机场到2025年将达到5820万人次的客流预测，机场急需开建第三条起降跑道，将每小时的起降能力提升至120架次。目前兴建计划已被否决，在可预见的未来将不会动工。
慕尼黑机场的基础设施可供空客A380飞机正常起降及整备。同时，慕尼黑机场还在2004年2月获得可接纳“新型大飞机（New Large Aircraft，简称）”的机场类别，这也是首个获得该类别称号的欧洲机场。

### 起降跑道

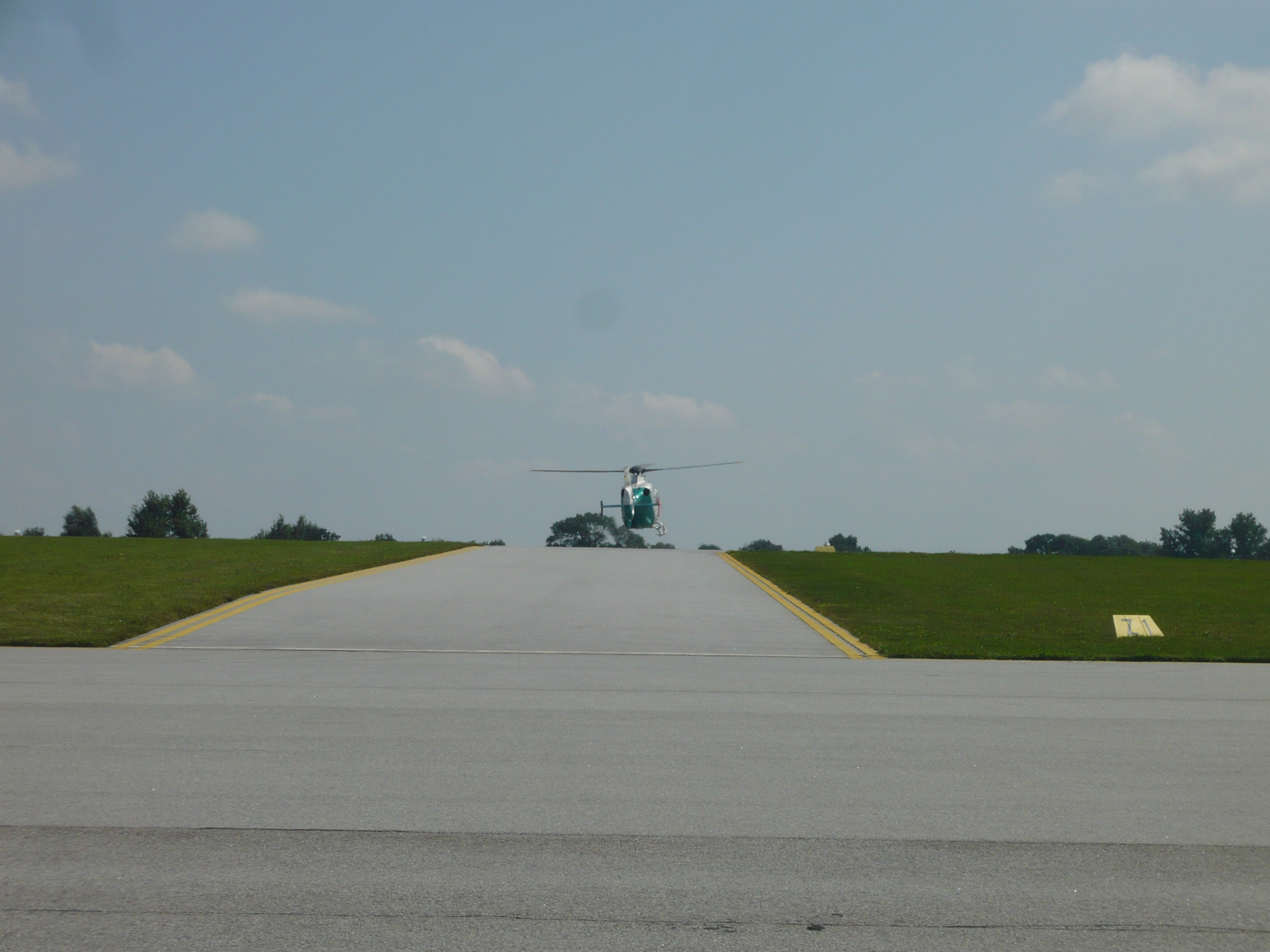
直升飞机停机坪

慕尼黑机场有两条由混凝土铺设的平行起降跑道，每条长4000米，宽60米，间隔为2300米。两条起降跑道可按国际民航组织的规定而彼此独立运作。

### 航站楼

#### 1号航站楼

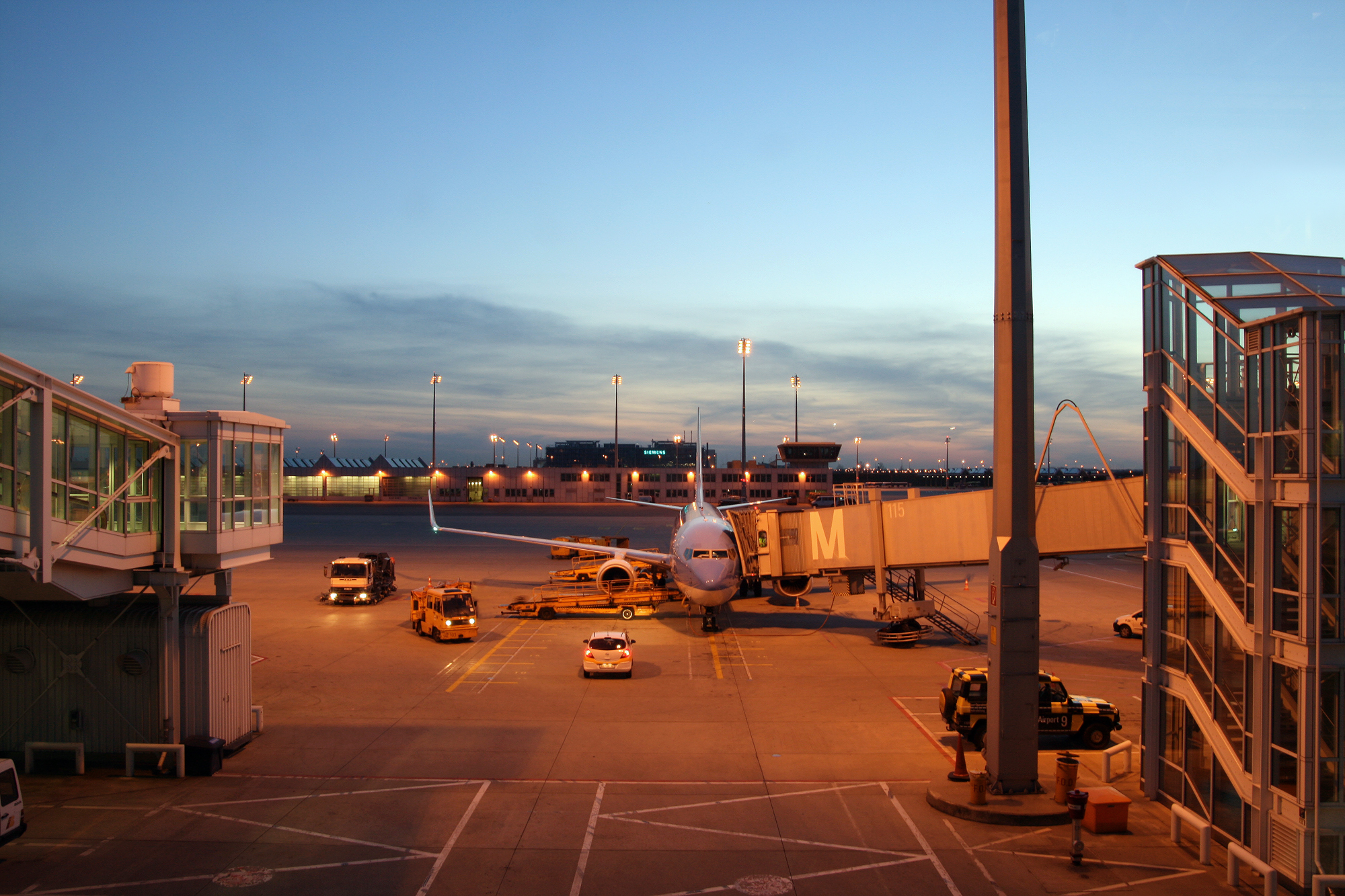
1号航站楼的发送终端

1号航站楼（Terminal 1）拥有年处理2500万人次的接纳能力，在全长1081米的航站楼空间内被分为A、B、C、D和E等5个区域，其中E区仅作为到达区使用；A区和D区为申根国航班专用，B区和C区则可用来处理非申根国航班。此外在1号航站楼外部还设有一个F区，位于1号和2号航站楼之间，凯宾斯基饭店的北侧，主要处理高风险航班，尤其是往返以色列的航班。
1号航站楼拥有21条空桥，其中的两条因在其停机坪端加盖了候机厅而无法使用。2011年10月，航站楼又新增了一条第三空桥，以配合空中客车A380的上层客舱使用。在航站楼的外围、停机坪的西端还辟有1号停机坪，提供60个远机位，其中部分是在机场开发空桥前配备的，可供旅客乘坐摆渡巴士抵达。该航站楼的建筑面积19.8万平方米，停机坪面积为60万平方米。

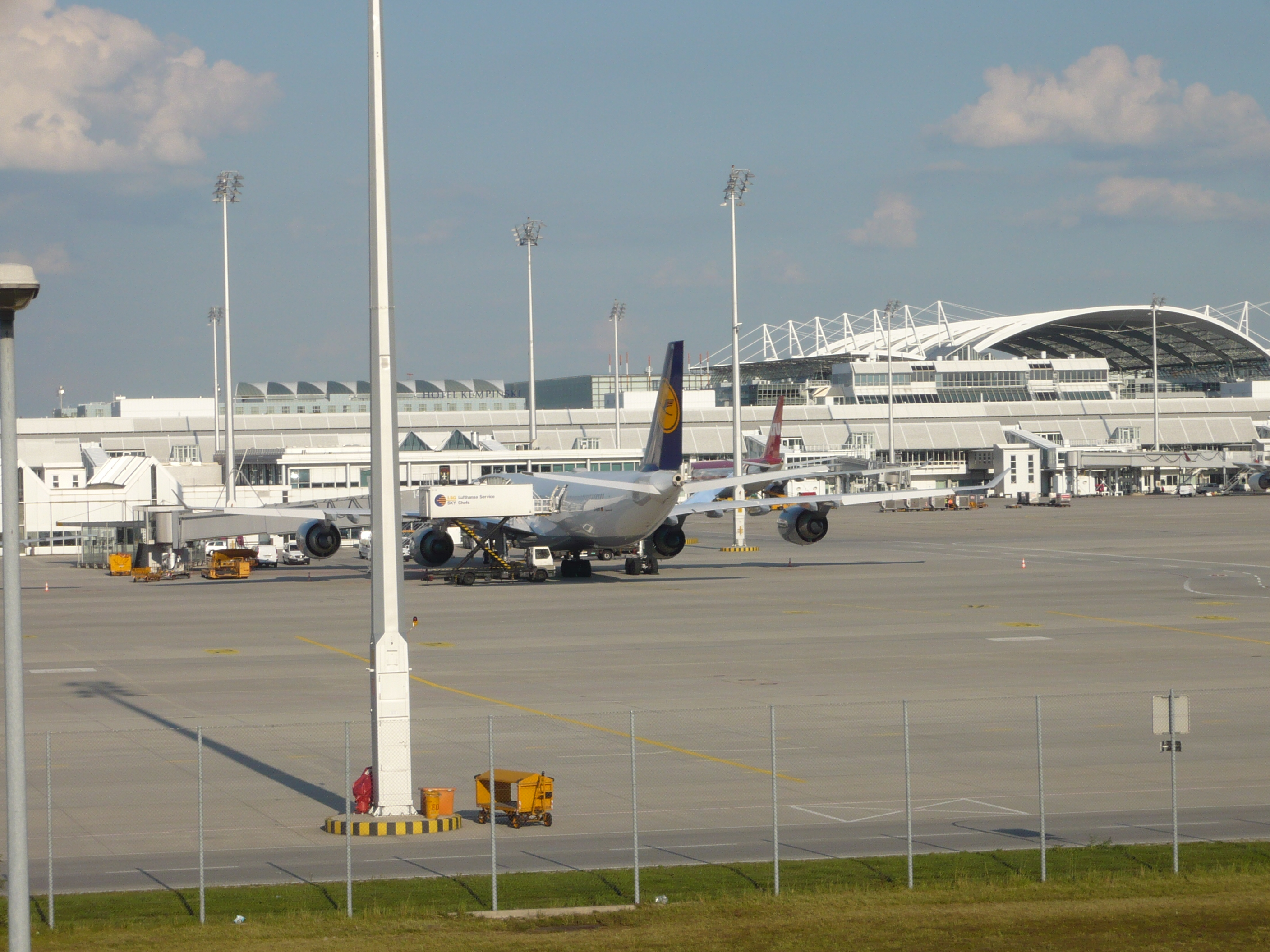
汉莎航空的一架空客A340-600在1号航站楼停机坪

##### 航空公司及停机坪使用
目前除了汉莎航空及其合作伙伴外的所有航班（如法国航空、英国航空 等）均使用1号航站楼。还有一些航班，如汉莎航空的子公司德国之翼及神鹰航空，因2号航站楼的容量限制而在2007年转回1号航站楼，并可使用位于D区的德国之翼专用登机柜台。此外，所有具有安全风险（如前往以色列）的航班均需使用经特别独立设计的F区，无论它是来自哪家航空公司。F区没有与任何建筑物相连，乘客由此只可到达凯宾斯基饭店背面的闲置区域。该区域设有机场唯一一个需要经过授权查验方可进入的的值机柜台。偶尔也会有2号航站楼的飞机使用本航站楼西端的1号停机坪，这是由于在2号航站楼出发的航班中，一些远程飞机的抵达和出发时间间距较大，无法长时间占用2号航站楼的停机位，而提前使用一些远机位。在此情况下，飞机将会在1号航站楼完成出发整备，再被牵引至2号航站楼上客。

##### 建筑结构
1号航站楼根据高度被垂直划分为8个楼层，其中02层是城鐵车站，车站站台位于中央区下方，设有手扶电梯通往1号航站楼及慕尼黑机场中心。阶梯旁是尚未装修的井状空间，这是为最初计划连接双轨长途列车而预留的，可为长途列车提供全长400米的站台。03层是通往西停机坪的非公共区。如飞机并非直接停靠于航站楼，则旅客需于此层搭乘摆渡巴士前往远机位。

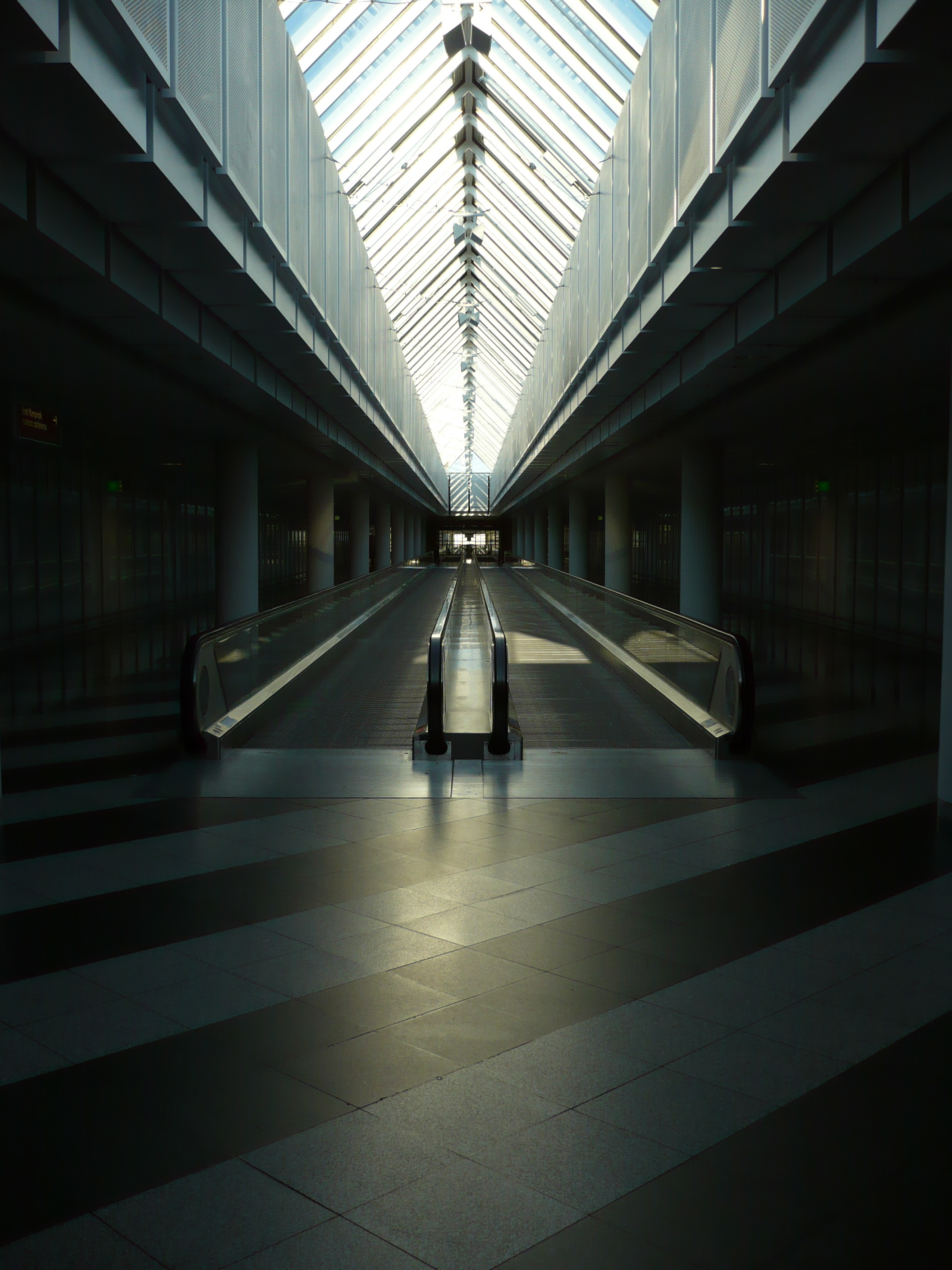
1号航站楼连接B区至F区的电动步道

03层的公共区主要用作传输用途。这里的旅客捷運系統是一条长距离的電動步道，将A至E区、外部的F区、停车场、凯宾斯基饭店和中央区连结在一起。通往中央区及2号航站楼的人行路径只能在这一楼层实现。在每个区域均设有倾斜的电动步道通往四个主要楼层，再往上则需要搭乘电动扶梯或升降机。此外在E区的此层还设有机场唯一的医疗中心。这里不仅是一个急症照护和灾害应对中心，它还是一个完全独立的职能部门，除了对乘客及员工开放外，机场附近区域的普通患者也可前往就医。
04层是机场的中央层。这里有联通主要马路的街道、售票柜台及大部分的餐饮服务设施。该层交替式的各区域独立出发区是慕尼黑机场1号航站楼的特色，每个出发区均包含登机柜台和安全检查通道；以及包含海关检查和行李提取的到达区。乘客于该层可以通过登机桥登机。
05层是供转机旅客使用的禁区。转机旅客在航班抵达后通过此层与入境旅客分离，再前往下一程登机口，并在那里回到04层。公共区则设有一些行政部门的办公室，例如负责检查工作的德国联邦警察机场办公室。
较高的06至08层目前不在航站楼的功能范围内。那里主要是航空公司和运营商的行政区域，一般不对外开放。其它的行政区域还设于靠近停机坪的03层。

#### 2号航站楼

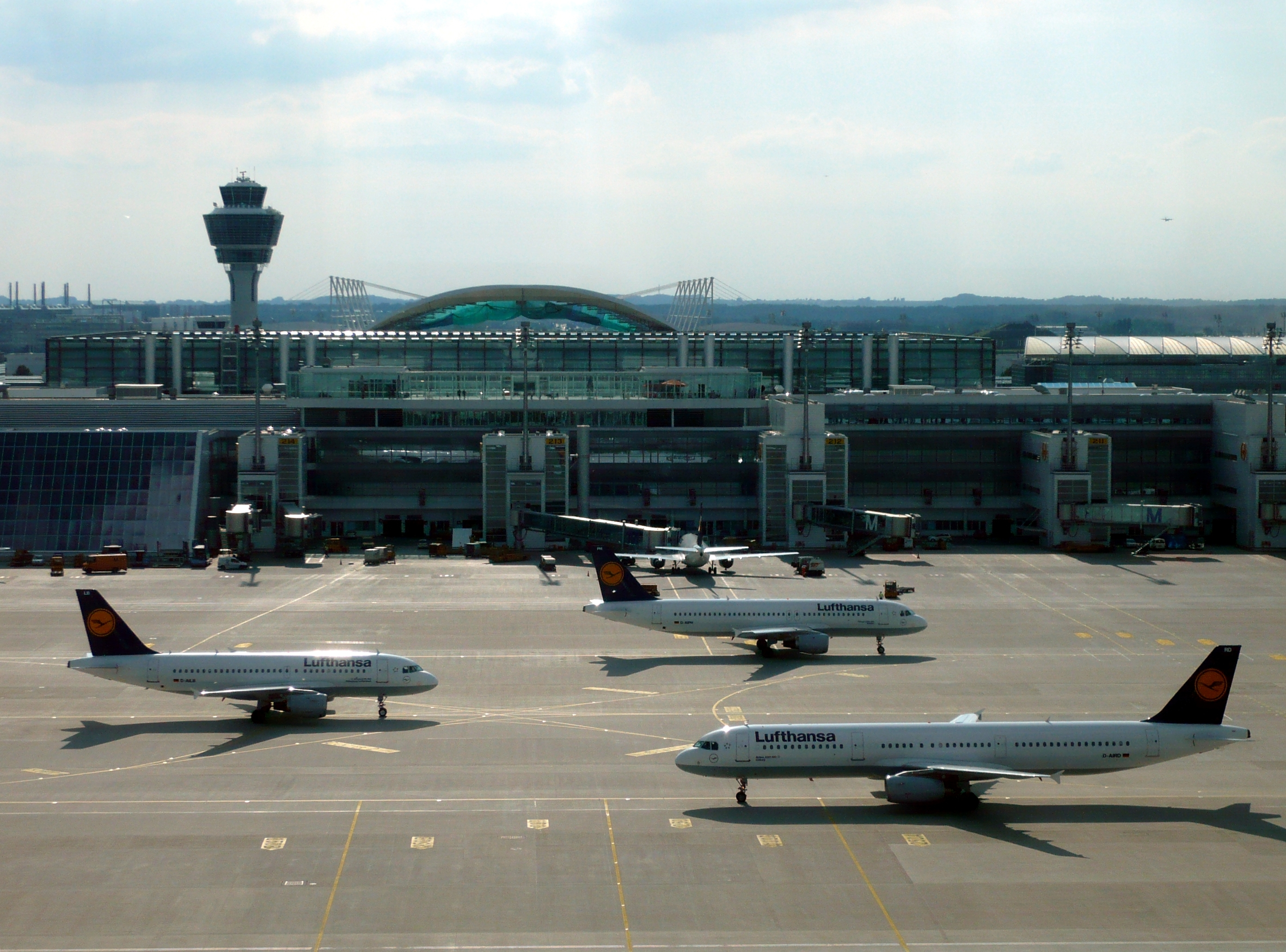
3架汉莎航空的空客A320在2号航站楼

2号航站（Terminal 2）楼于2003年6月29日投入使用。在全长980米的范围内包括有24架登机桥以及4个位于航站楼西侧供小型飞机（最大为BAe 146和波音737-600）使用的停机坪。航站楼的东部离岸区域还设有2号和3号停机坪，配备75个远机位，在登机桥不足或执飞飞机过小无法与登机桥对接时，乘客需要通过登机口后的楼梯下楼，搭乘摆渡车前往远机位乘机。2号航站楼的总建筑面积为26万平方米，停机坪的扩展面积超过76万平方米。所有旅客均需要通过一个中央大厅进入该航站楼，航站楼的北端是巴士站，南端可通过自驾车抵达。城鐵车站则可穿过慕尼黑机场中心之后抵达。

##### 航空公司
2号航站楼的用户为汉莎航空和星空联盟的成员航空公司，如卡塔尔航空、普利瓦特航空和長榮航空等，以及区域成员航空公司，如克罗地亚航空、爱琴海航空和多洛米蒂航空等。德国之翼和神鹰航空则是个例外，他们与具有潜在安全风险的航班一起，原则上将使用1号航站楼的F区。2号航站楼与1号航站楼一样拥有年处理2500万人次的旅客接纳能力。该航站楼由FMG与汉莎航空共同出资兴建和管理，是德国首宗航站楼由航空公司参与的案例，而在其他国家这种方式已经实施了较长时间。
截至2010年夏季，仅汉莎航空一家便在2号航站楼驻扎了超过120架飞机，当中既包括12架空客A340-300和13架空客A340-600这类远程客机，也包括60架中程客机和40架来自汉莎子公司的支线客机。

##### 建筑结构
与1号航站楼相反，2号航站楼在横向空间仅划分了一个区域。

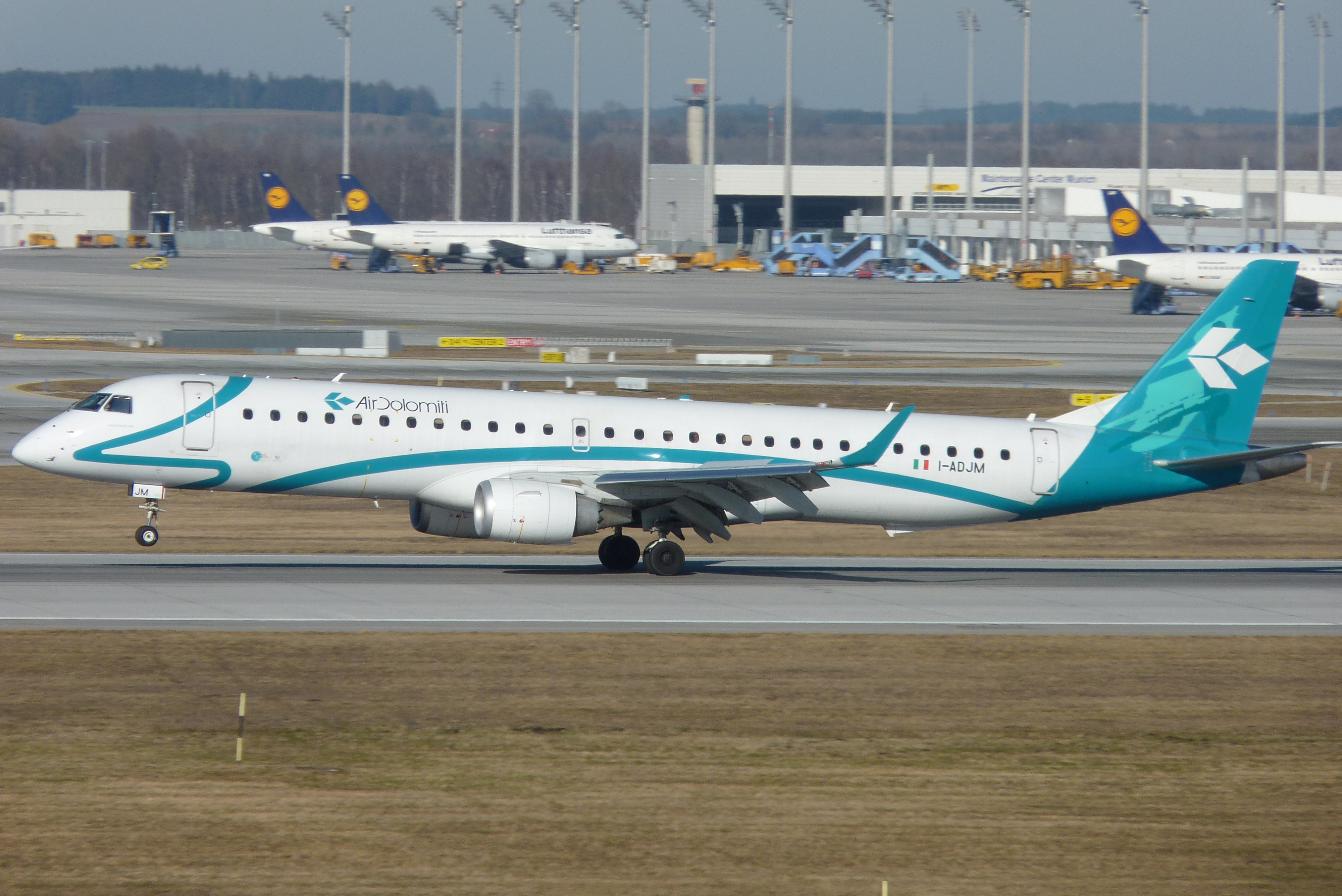
多洛米蒂航空是2号航站楼的第二大使用者

03层的公共区是到达区，在该层设有通道可连接至慕尼黑机场中心及1号航站楼。该层的非公共区内安置了一系列行李传送带，由此出来的旅客可以直接来到公共区。此外，一些航空公司的登机柜台也设于03层，例如联合航空和土耳其航空。该层的其它设施还包括乘客无法见到的行李分拣系统和位于南端专为意大利航班设计的几个登机口。在那里设有Spazio Italia，这是一间提供意大利报纸和意大利语服务的典型意大利咖啡厅。由于总部位于意大利的多洛米蒂航空公司将慕尼黑机场视为重要基地运营，因此慕尼黑机场机场也常被戏称为“意大利最北方的机场（nördlichster Flughafen Italiens）”。

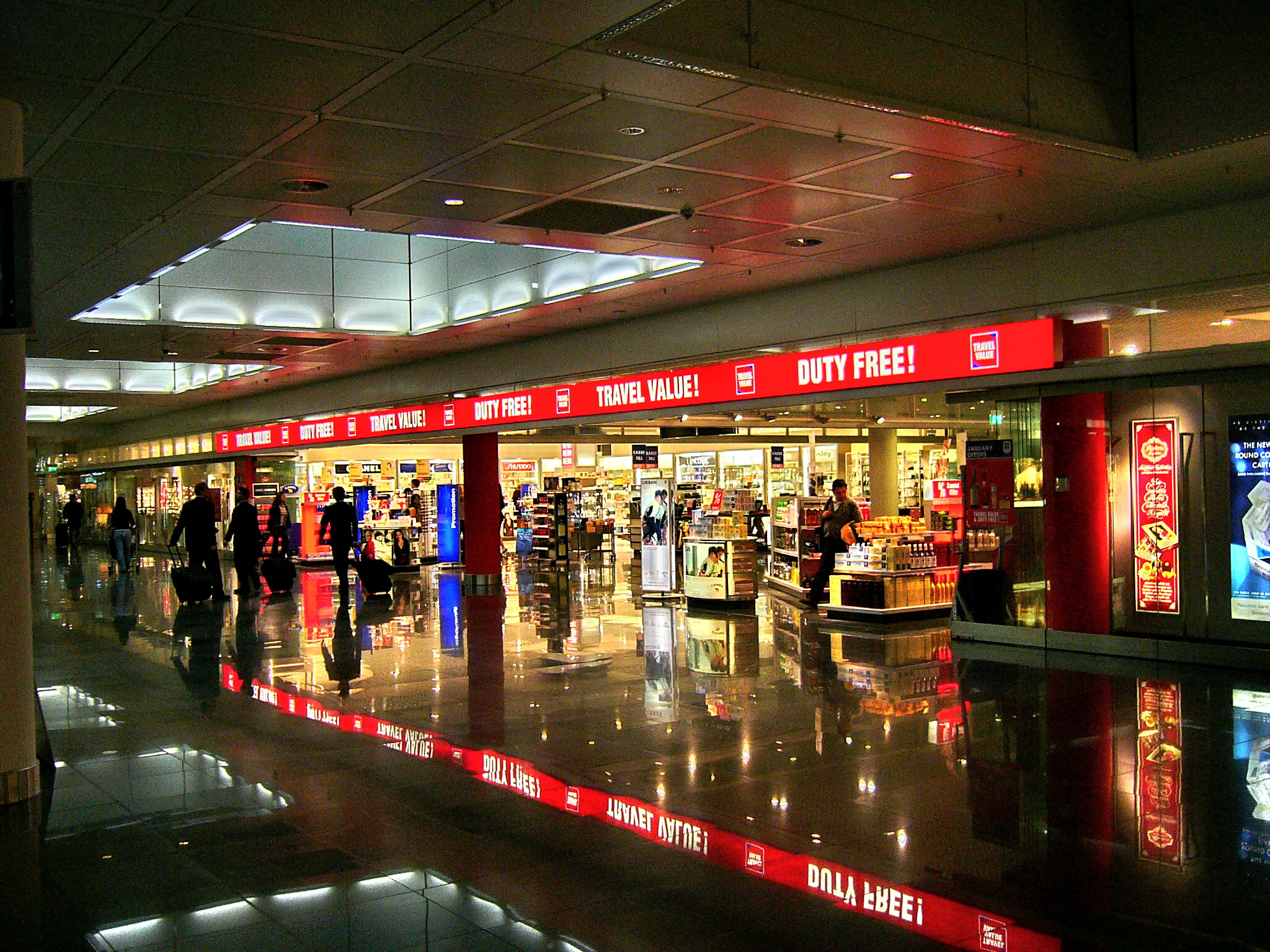
04层的免税商店

04层的公共区主要是办理登机手续的大厅，在那里几乎可以找到所有使用2号航站楼的航空公司柜台并完成登机手续。要进入非公共区，必须通过安全检查，安检设施也设于该层。04层的非公共区内大多数是一些餐饮设施及免税商店，这里还有一个被命名为G区的登机通道，可由此前往境内或申根国航班的区域。

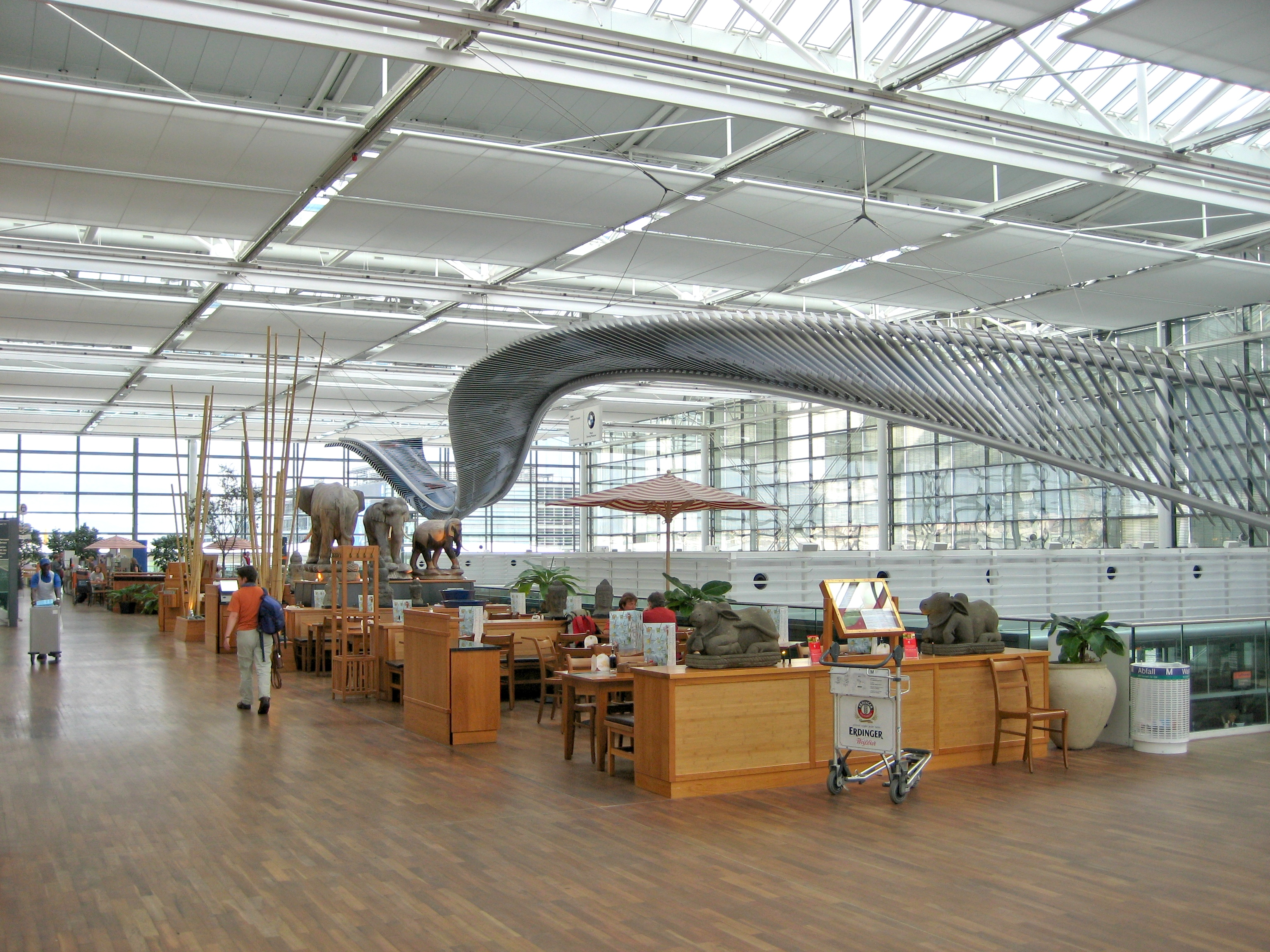
05层公共区的餐厅

05层也分为公共区和非公共区空间，在公共区内设有一个艺术廊（可更换）、各类餐厅和观览平台的入口。05层的非公共区需要通过04层的安全检查后方可抵达。在出境前，已经来到该层的旅客仍可通过护照检查返回04层购物，这种申根国旅客与非申根国旅客共同使用的逗留区域在1号航站楼是没有的。05层的登机通道被命名为H区。在建筑的北端和南端旅客仍需再次经过安全检查，这是为了遵循美国的飞行安全标准。05层也有一个为所谓不安全国家抵达的旅客而设的安全检查，若这类旅客从06层抵达后需要前往05层转机，即便后续航班为申根国境内的航点，也必须通过该安全及护照检查。

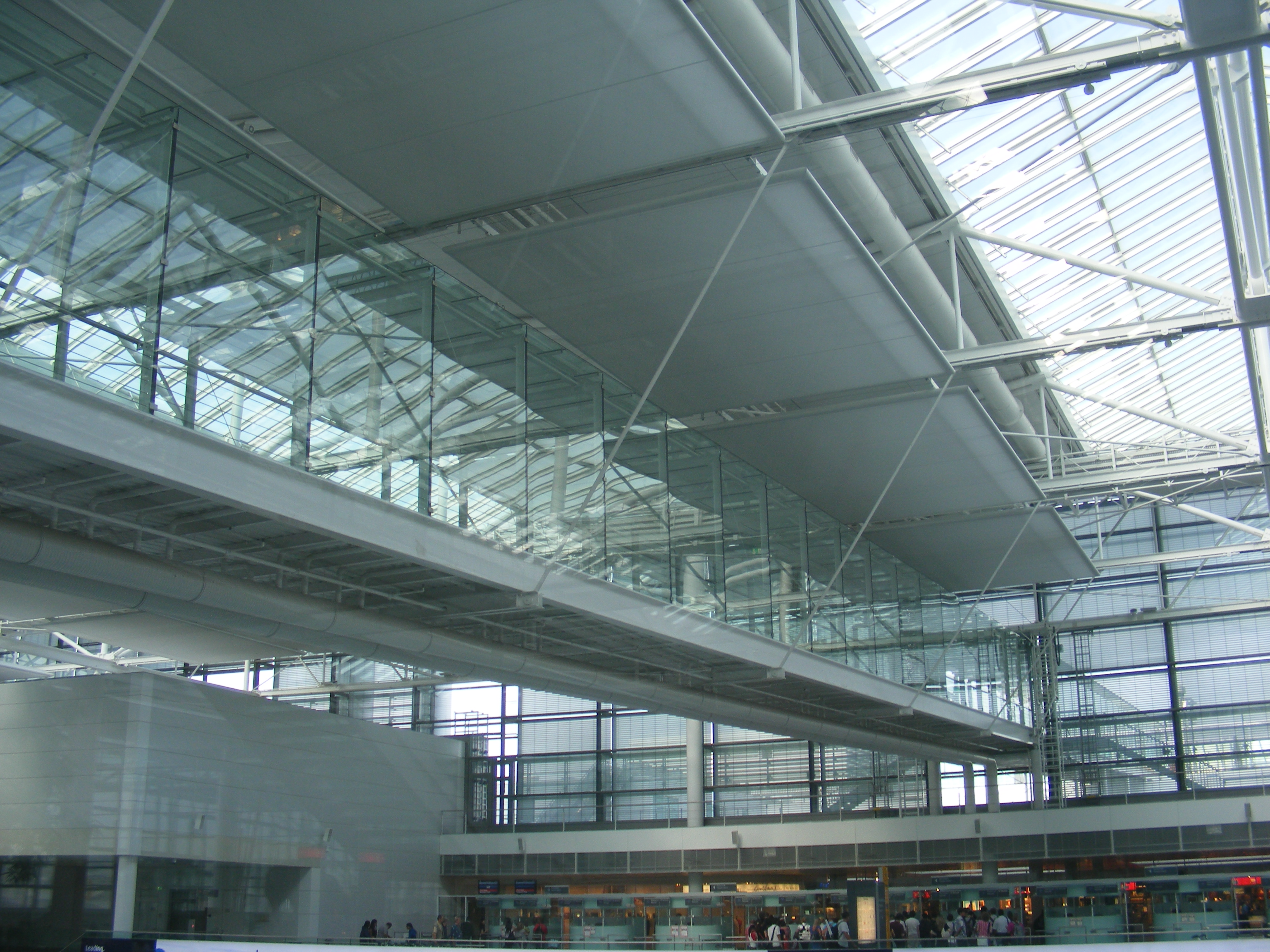
2号航站楼通往观览平台的天空步道

06层是一个玻璃走廊，其中所有经由不安全国家、包括欧盟以外的所有国家抵达的旅客必须在此通过安全检查方可入境或转移到后续航班。但并非所有的闸口都配备通往06层的通道，这就限制了飞机的靠桥停泊机位。为此机场决定延扩建伸航站楼的长度，确保整个航站楼都可连接至06层的走廊。工程于2007年动工，并于2009年1月15日完成。06层也设有一个观光平台，人们可以免费进入并能饱览整个东停机坪的景观，它通过一个被命名为“空中走廊（Skywalk）”的玻璃步道与05层相连。

#### 通用航空航站楼
供通用航空使用的航站楼位于2号航站楼停机坪的东北端。这里主要用以处理非航空公司的飞行器和私人飞机，访客亦可在此可以通过摆渡巴士环游整个停机坪。这里的占地面积达12万平方米，提供最多50个停机位。在机场的扩建方案中，该建筑曾被计划拆除，因其位于拟新建的卫星航站楼之上。此外，该航站楼还将处于北起降跑道和规划新建的第三条起降跑道之间。

#### 政府飞行处
政府飞行处（Regierungsflüge）建于于2号航站楼的停机坪前、1号航站楼的F区以东，在此区域配备有一支旗杆及一座机库（位于西南端）。政府要员可以从附近的一扇门直接进入此区域或直接来到飞机前，其他旅客则可于航站楼搭乘摆渡巴士往返或出发。

#### 货运航站楼

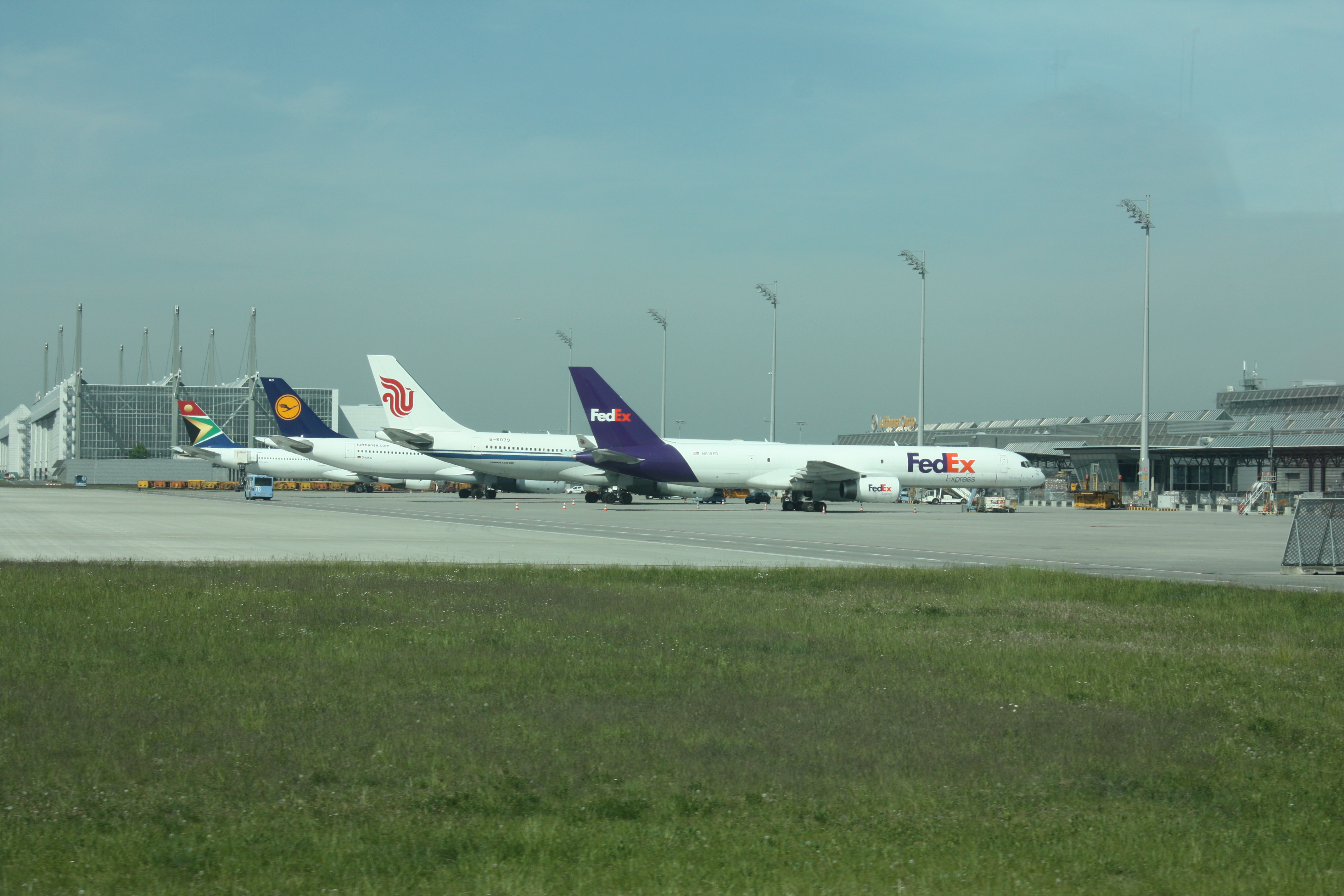
货运航站楼

货运航站楼（Frachtterminal）位于1号和2号航站楼的西端、南起降跑道以东。区域占地面积为6.65万平方米，提供14个停机位。
新建的跨境货运大楼于2007年5月底正式启用。新设施建于现有航站楼旁，并增设带有小动物照护中心的边检站，动物在此经过官方兽医检查后方可入境。这同样适用于来自原产地的家禽类食品，如鱼肉和猪肉制品。截至2007年8月，货运航站楼正计划进行全面扩建。
货运航站楼的地面运输量也在不断增加：2006年，除了通过航空运输录得231736吨的货运量外，还有18万吨的货物在机场分流给了载货卡车。卡车联运的增幅（+16.9%）甚至超过了空运的增幅（+10.6%）。

### 行李分拣系统

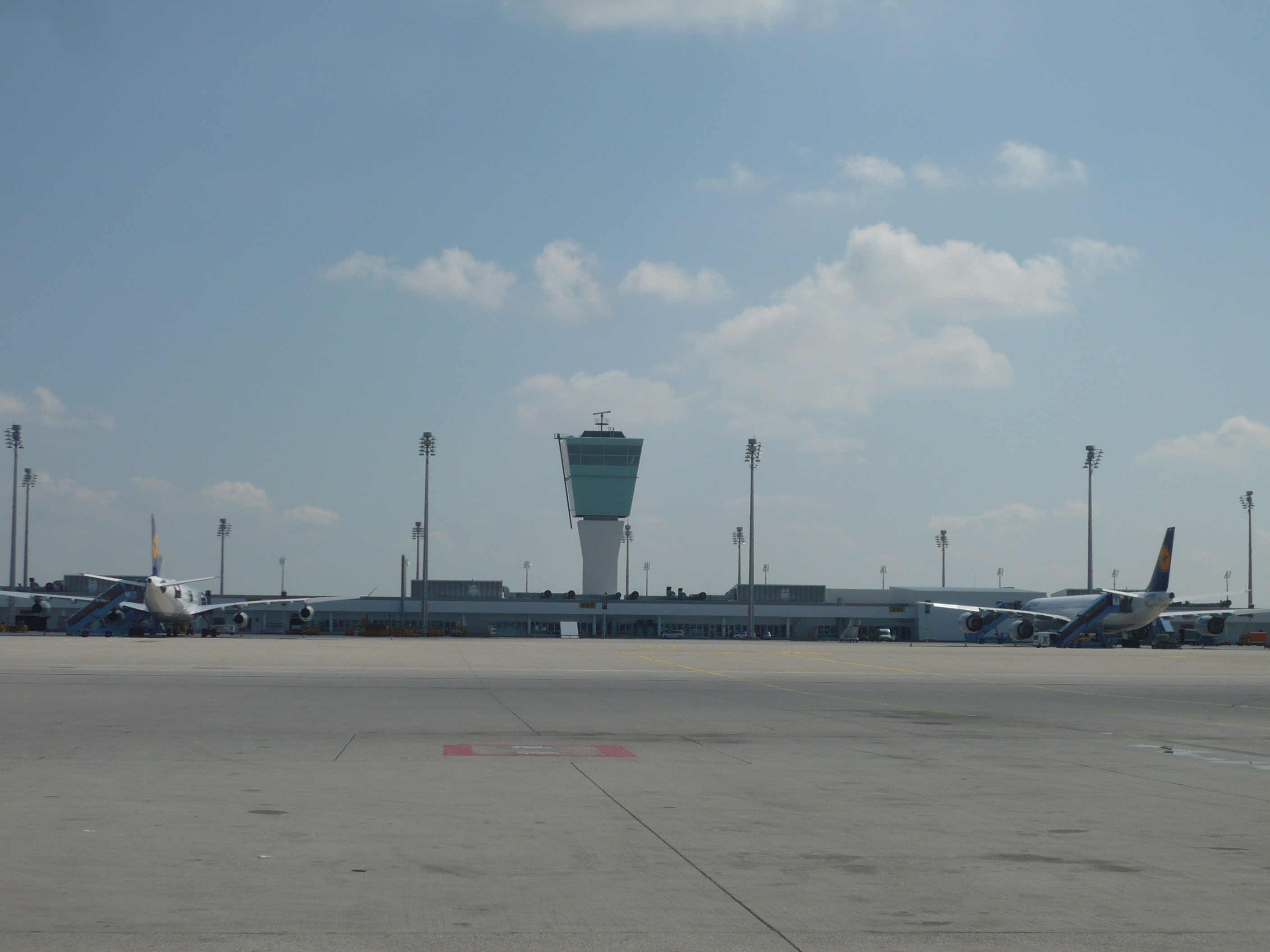
行李分拣区

慕尼黑机场共有三套行李分拣系统，分别应用于1号航站楼的A至E区、1号航站楼的F区和2号航站楼。其中1号航站楼A至E区和2号航站楼的行李分拣系统是相互连接的。

#### 1号航站楼
慕尼黑机场的每个航站楼都拥有各自的行李分拣系统，在1号航站楼，该系统设于03层，输送带长度达18公里。出发旅客可以在总共150个登机柜台托运行李，这些柜台均有行李输送带经过。入境旅客则可在到达区的14个行李转盘中提取自己的寄舱行李。该系统每小时可处理19200件行李。
在停机坪上还有自1999年以来每天使用的转运行李分拣中心，但汉莎航空及星空联盟成员于2003年迁至2号航站楼后，该分拣区被完全废弃，因为已不再需要。这个由合资企业阿尔斯通/克里斯普兰生产的设备每小时能处理9600件行李，目前FMG正试图将其出售。

#### 2号航站楼
2号航站楼的行李分拣系统输送带长度超过60公里，每小时可以处理14000件行李。出境旅客在中央大厅的124个登机柜台均可办理托运。该系统也经过出发层下方的03层；并通往建于停机坪上的一个行李分拣区，以避免当飞机停在远机位时车载行李需要经历过长的路程，而该系统的传输时间可以保证在30分钟之内。在2号航站楼的到达区，设有14个中央行李提取转盘。2号航站楼的行李分拣系统会首先给每一件行李分配一个载盆，再单独通过其所必须经过的程序，包括一些安全及海关检查。

### 管制塔

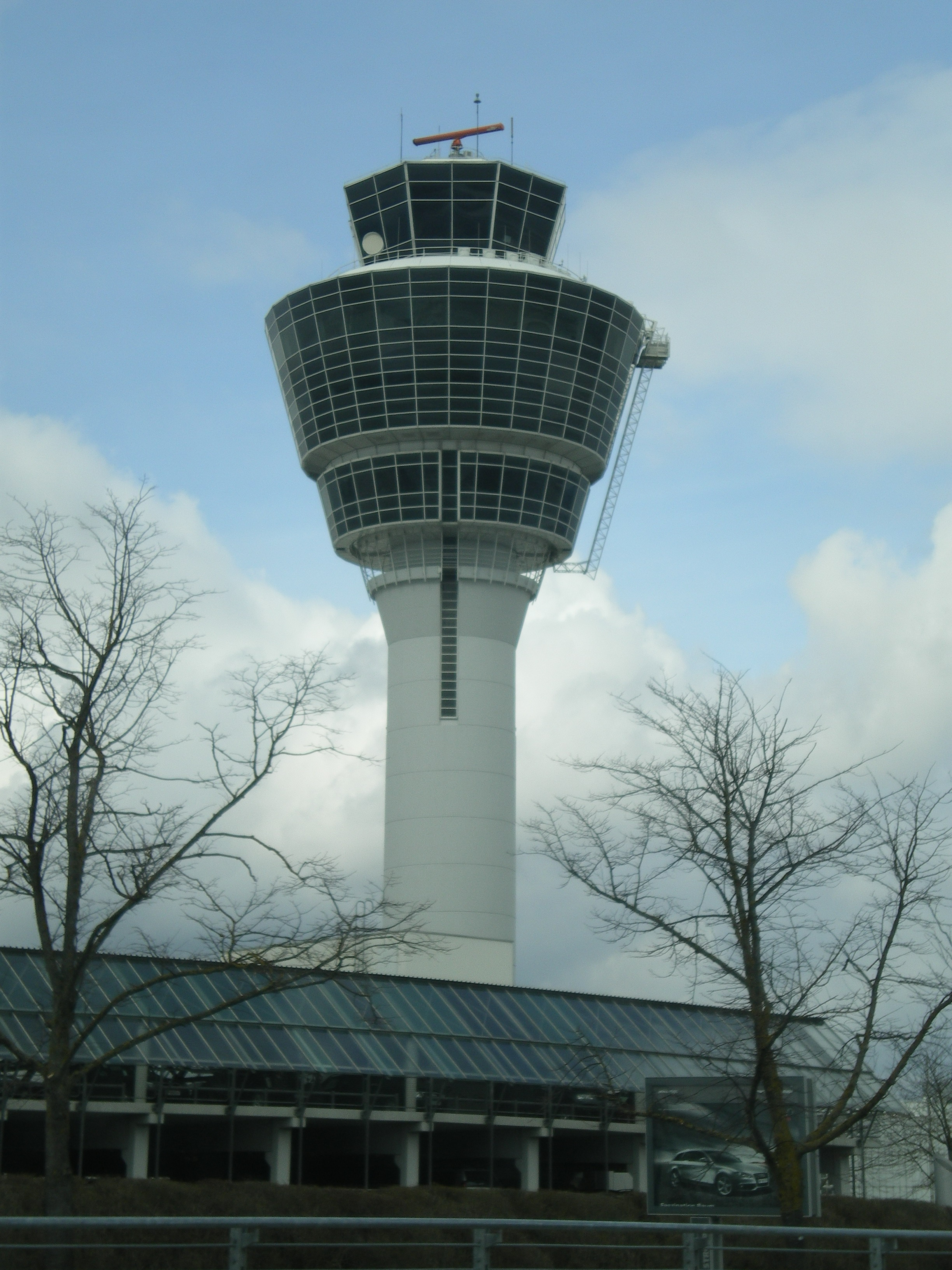
塔台

机场塔台于1991年建成投入使用，高78米。塔内配备有空中交通控制、停机坪管制和气象监测等设备，楼面总面积为3100平方米，直径从8.4米至25.2米不等。管制台的玻璃窗户有15度的向外倾斜，可最大限度避免反射干扰。该塔由来自慕尼黑的建筑师布斯教授及合伙人（Prof. v. Busse & Partner Blees, Büch, Kampmann）设计，此项结构设计的影响广泛而持久，其后的兴建的雅典国际机场和吉隆坡国际机场均采用了类似的管制塔设计。塔台的停机坪管制主要负责1号航站楼的停机坪及货运航站楼的机库、停机坪，其中后者的可视度较低，需要辅以摄像头和地面雷达作监管。
由于管制塔的可视范围未及2号航站楼停机坪的大部分区域，2号航站楼需要建造其自身的停机坪管制塔。该塔位于停机坪行李分拣区的东侧，并已随2号航站楼的开幕一同投入使用。

### 中央区

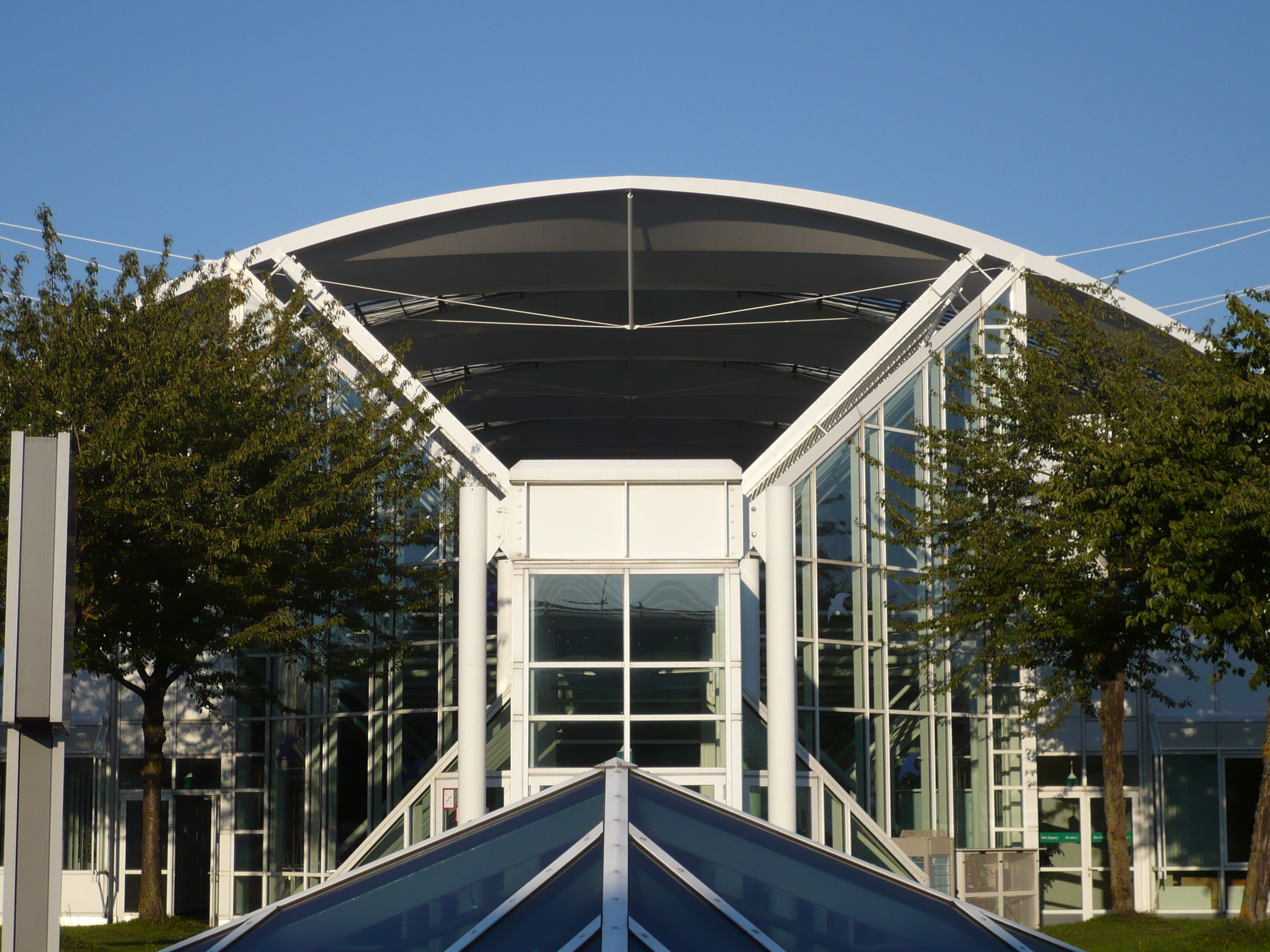
中央区外观

中央区（Zentralbereich）位于机场1号航站楼及慕尼黑机场中心之间，通过它也可连接至2号航站楼。中央区拥有46000平方米的楼面总面积，设有航班信息牌、众多服务设施、商店、汽车租赁公司、航空公司柜台和旅行社，并提供37个登机柜台，其中西面的登机柜台均为使用1号航站楼的航空公司，而位于东面的登机柜台则可办理2号航站楼的航班自助登机手续。在中央区02层的下方是城鐵车站，而主体建筑的南面出口则有一个连接至该地区的巴士站。04层则是一个天主教的小教堂，当中提供教会的一些服务项目，安排有一名新教和一名公教的牧师。
在2007年制定的机场规划当中，当前的中央区将要让位于一座新建的大型公共购物中心。同时邻近的一座停车场因规模太小也将考虑拆除。但这些规划建立于高昂的财政投资之上，因而被打入冷宫，目前仍无确切的改造时间表。

### 煤油供应
慕尼黑机场的飞机燃料基础设施包括一个30000立方米的储油罐，提供符合JET A-1标准的航空煤油，它主要通过铁路和管道实现供给。机场拥有逾14000米长的管道网络和加油栓遍布机场超过120个停机位。到2016年这些储油罐和管道供给系统将由ASIG航空加油公司（ASIG GmbH & Co.KG）独家经营，因其已购入原经营者马夸德和巴尔斯公司（Marquard & Bahls AG）所持有的50%的经营权。

### 慕尼黑机场中心

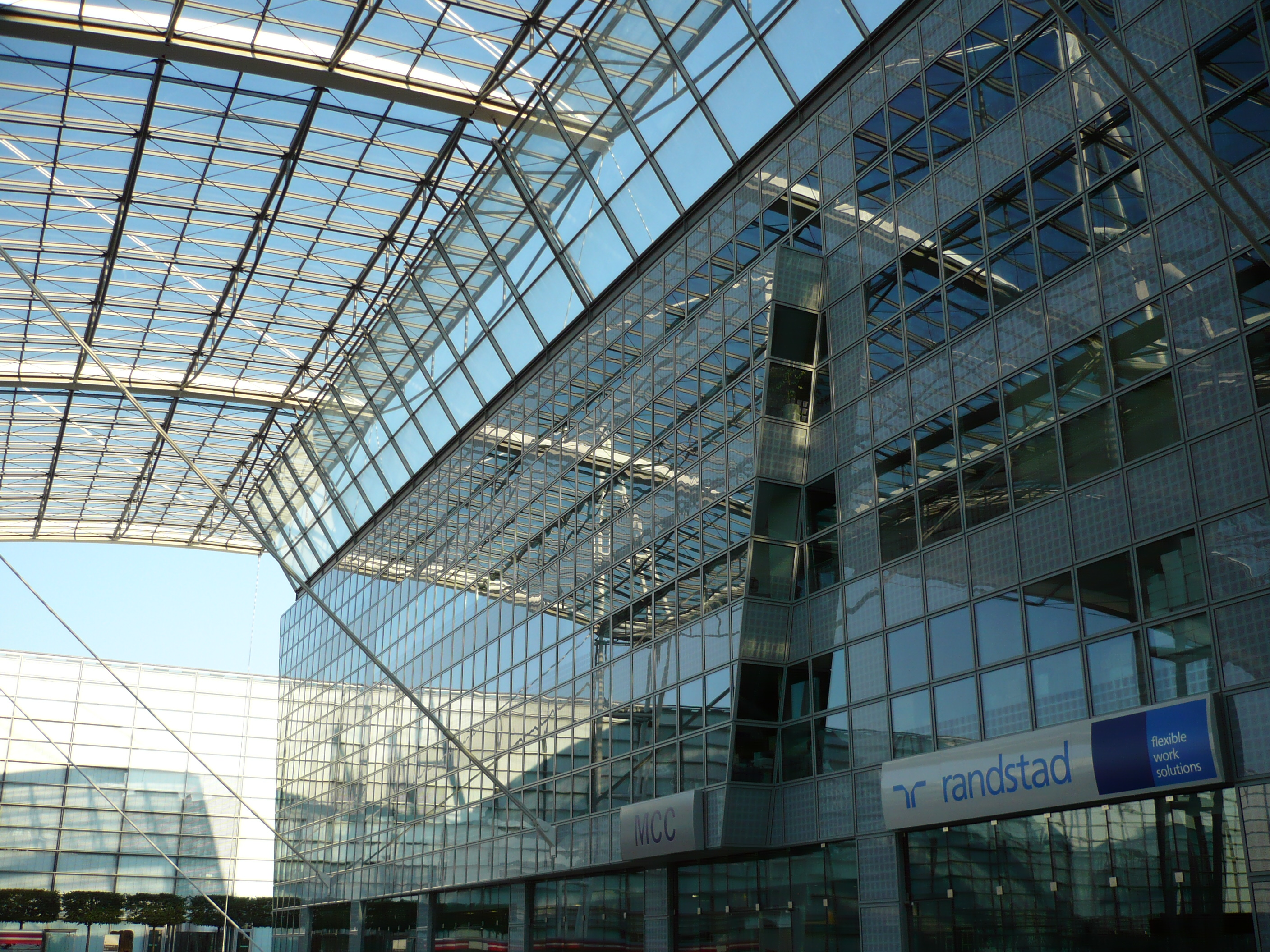
慕尼黑机场中心

慕尼黑机场中心（München Airport Center，简称为），是机场内的一个购物、服务和办公中心，于1999年开业。它在中央区及2号航站楼之间，因而地处中央。旅客在此可以找到商店、餐厅、医疗中心、办公场所甚至会议中心。其中，MAC论坛的总面积有10000平方米，是欧洲最大的室内公共空间。在MAC论坛每年都会举办圣诞市场，提供许多摆卖摊位及一个可供溜冰的冰面场地。公共空间也可用于各种活动，如每年夏天在此举办的沙滩排球赛。错综复杂的总楼面面积为50000平方米，其分布情况如下：10000平方米被用作广场和服务空间，21000平方米拓展为办公区域，屋顶空间是离地41米高的03层，在90米的跨度内有18800平方米的空间。两个L形的建筑呈U状紧密环绕着广场空间，每个尺寸为120x76米。顶棚由半透明的交替式玻璃钢组成，这是一种由14个吊架悬掉的含特富龙涂层的复合安全玻璃。慕尼黑机场中心的设计师是同样设计了邻近建筑慕尼黑机场凯宾斯基饭店的建筑师赫尔穆特·扬（Helmut Jahn）。

### 停车区

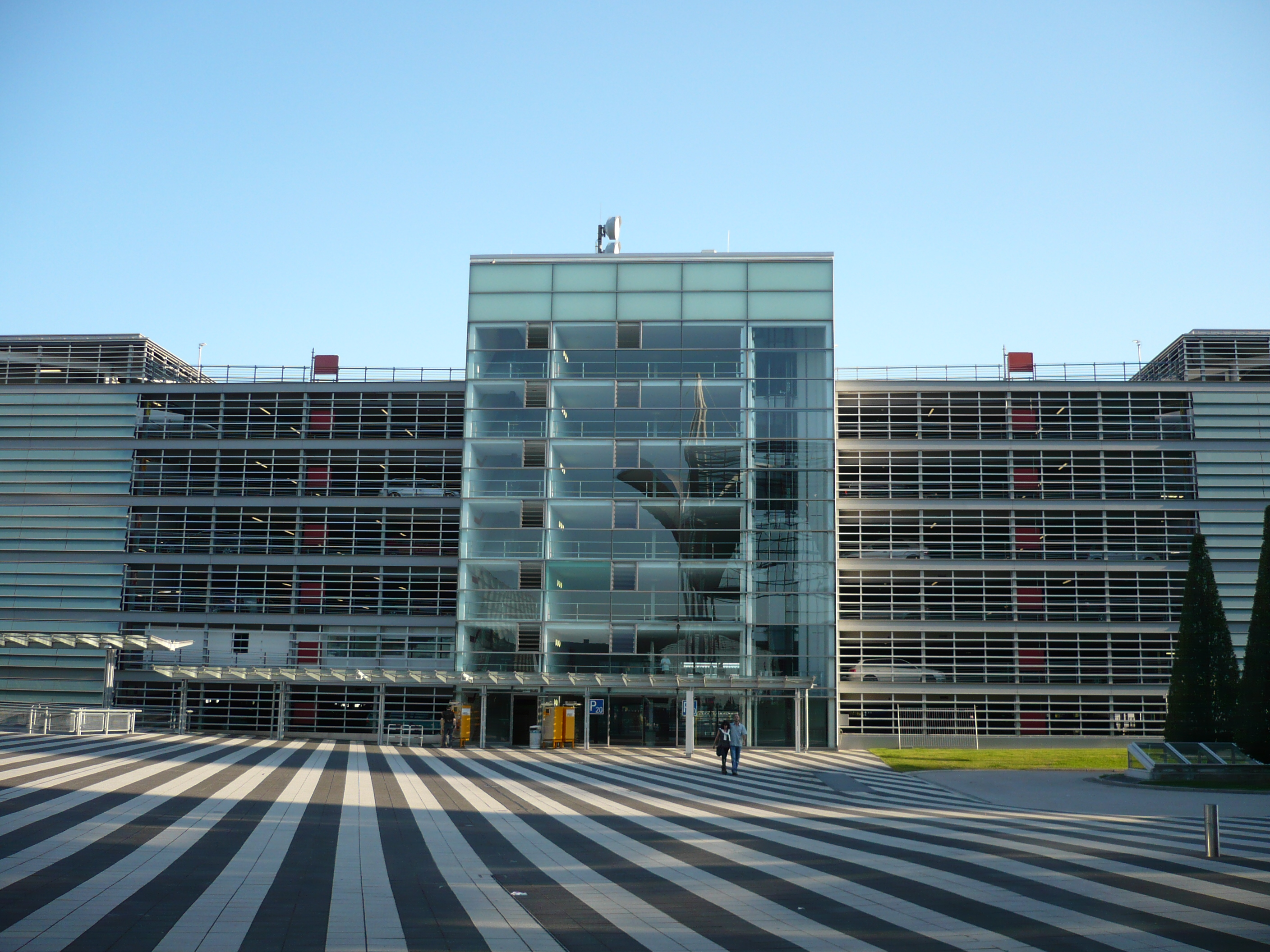
P20停车楼

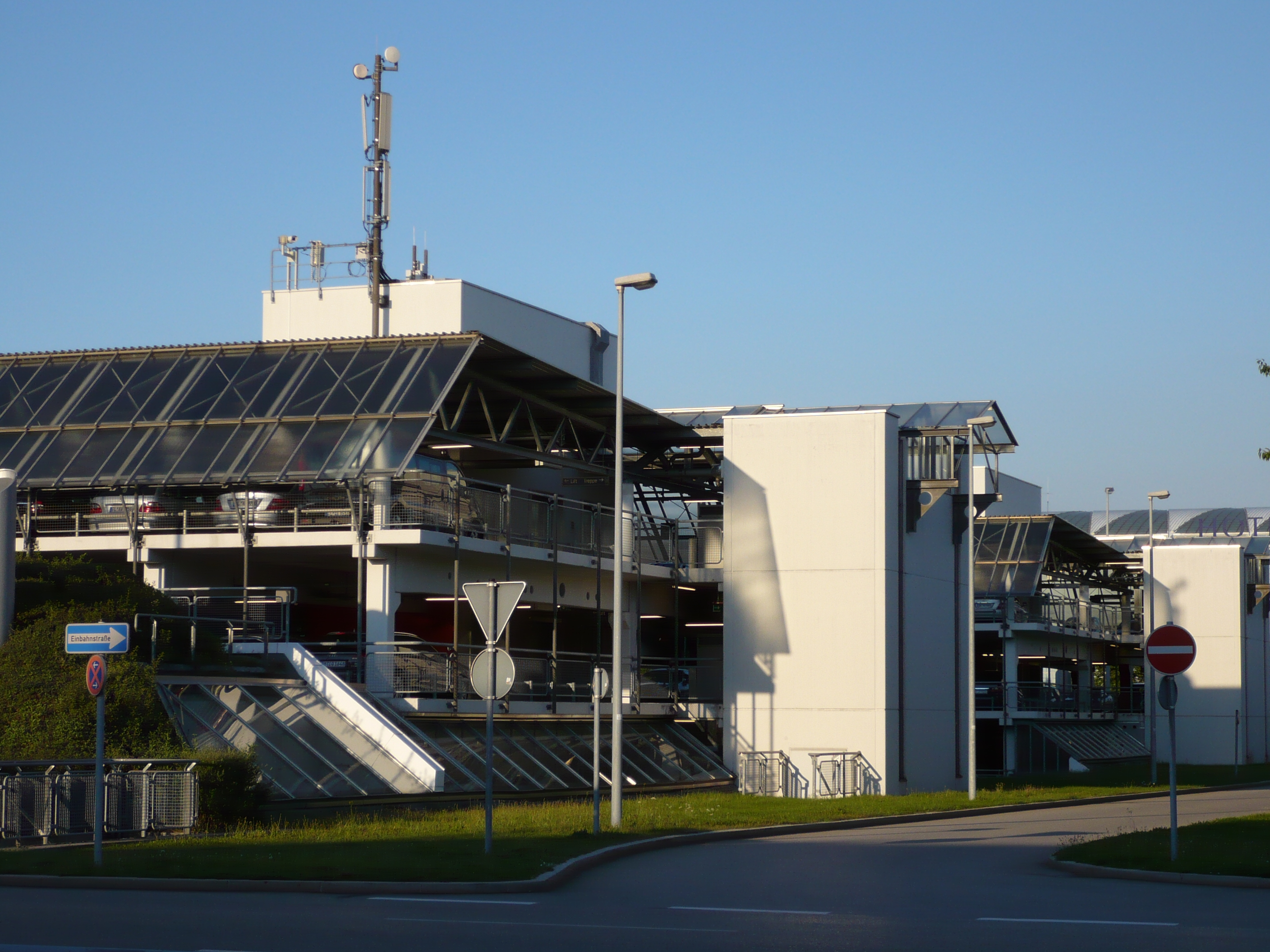
1号航站楼前的停车场

慕尼黑机场目前设有5座停车楼和6座地下停车场，总共提供30000个停车位，其中包括大约16500个室内停车位。位于2号航站楼旁的P20停车楼拥有11层高（其中地下4层），可提供6400个停车位，在2003年启用之初曾是德国最大的停车场，直到2005年被新建成的安联球场停车场所取代。该停车场的车位最大可容纳2米寬的汽车，内部并设有一个停车诱导系统，它会监测停车位是否已满，并将新入场的车辆引导至空停车位。
此外驾驶者在机场一些提供额外服务的特殊停车位还需要支付相应的费用。这当中包括凯宾斯基饭店推出的“泊车、安睡及启程（Park, Sleep & Fly）”的代客泊车服务，旅客在航班出发前来到饭店住宿便可享用。此外还有可停超大车位的“XXL停车服务”以及“安全停车服务”等；对于后者，会在P20停车楼间隔出停车层，并有专人看护。其它的额外服务还包括车内外的清洁保养和加油等。
为了吸引机场周边居民到机场的公共区购物，机场也推出了特别的停车优惠。顾客只需在机场消费满20欧元，便可在P20停车楼免费停车5小时。在中央区南部还设有数十个短时停车位，停车时长在两小时内免费。此外，P8停车楼在节假日期间也会推出相应的停车优惠。

### 访客公园

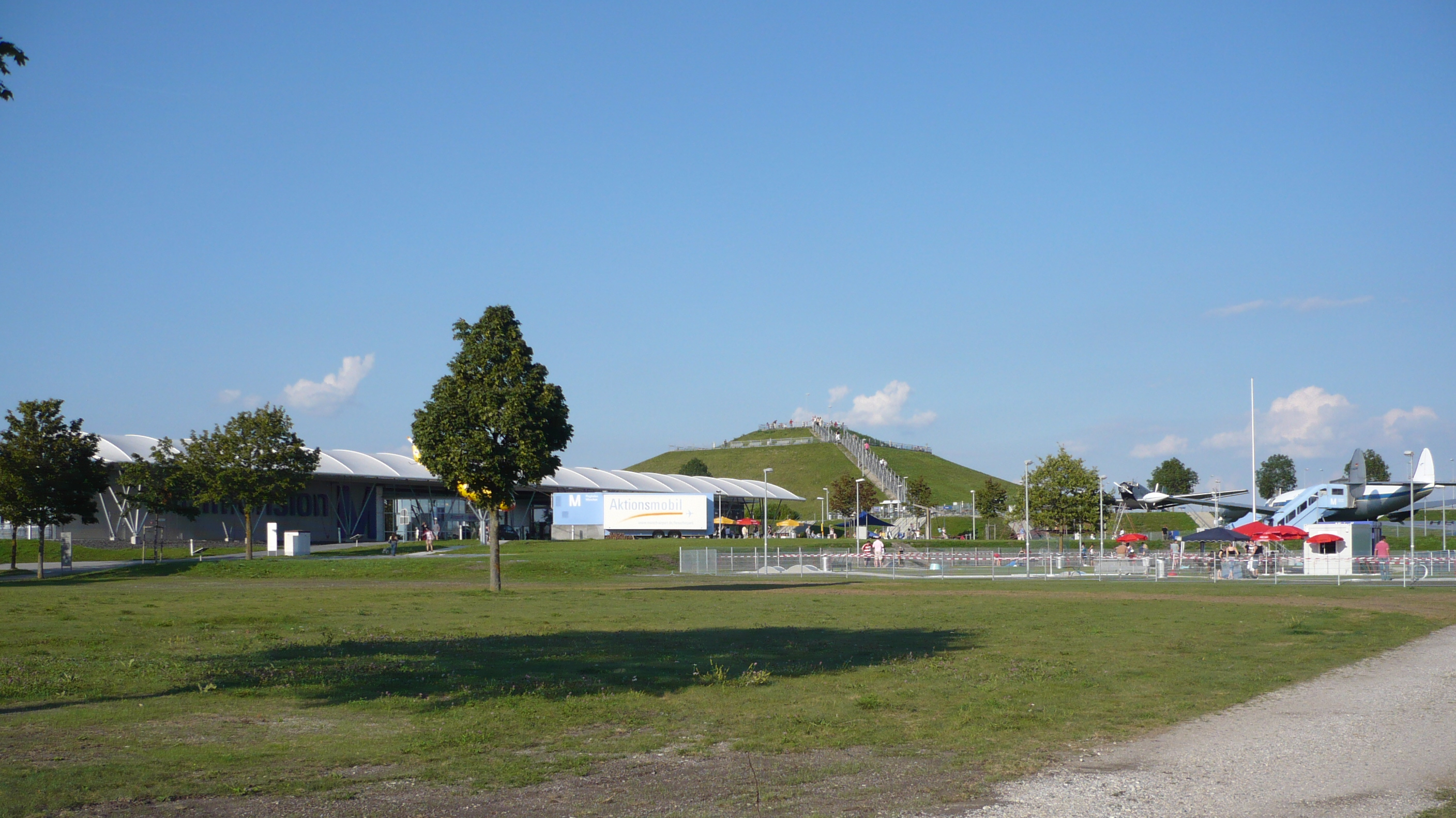
访客公园一览

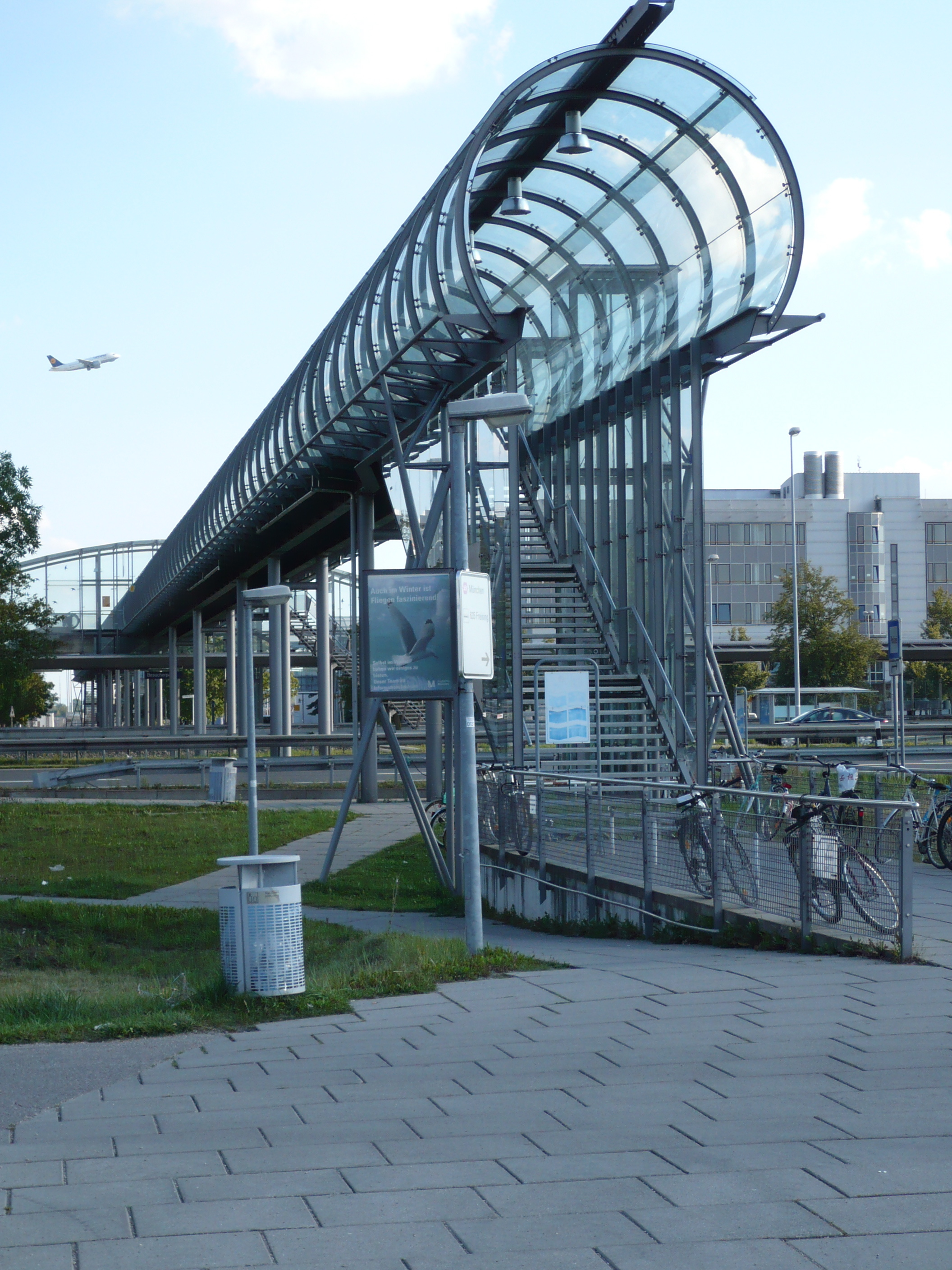
城鐵游客公园站的人行天桥

在机场的入口有一座访客公园，它地处1号航站楼停机坪的对面，仅以一条北部的专用道路相隔。这里是一个提供展览和剧场的游客中心，游客可在此搭乘环游观光设施参观停机坪，也可付费进入观景丘，在那里可以观赏到西停机坪和两条主起降跑道。游客公园陈列有一些历史飞机，包括洛克希德超级星座、容克Ju 52（均为汉莎航空涂装）和一架瑞士国际航空的道格拉斯DC-3。此外园内还设有一个游乐场、一个餐厅和一个迷你高尔夫球场。在1992年慕尼黑机场启用后的数周内，该访客公园曾短暂超过新天鹅堡，成为德国访问量最大的旅游目的地。
访客公园可以通过搭乘公共交通工具抵达，例如城鐵的访客公园站，以及从弗赖辛开来的635路公交车。由于机场的雇员也使用该车站，因此诸如货运航站楼和汉莎航空的飞行运营中心均设于此附近。连接城鐵车站、机场货运区以及游客公园的跨线人行天桥于1991年启用，总面积达到1100平方米，并有263米长。这条管状的全玻璃天桥是由慕尼黑的建筑师事务所奥尔+韦伯+阿索奇尔特（Auer+Weber+Assoziierte）设计。

## 环境
自2005年11月起，慕尼黑机场有限公司获得了符合ISO 14001和符合生态管理和审查规划（EMAS）的环境管理体系认证。
慕尼黑机场与法兰克福机场、德国空管公司（Deutsche Flugsicherung）和汉莎航空共同参与发表了对德国航空交通的倡议，即制定所谓的“四大支柱战略（Vier-Säulen-Strategie）”理念，旨在推动改善环境：
|                                    | ◇通过科技进步和创新，尤其是在发动机的研发领域减少二氧化碳排放量； ◇以高效的基建设施去适应机场的容量需求，避免所持有土地的污染； ◇实行优化地表变化措施； ◇实行节约激励方案。 |
| ——慕尼黑机场有限公司2008年环境报告 | |

### 景观
慕尼黑机场格外关注机场周边农田生态问题。机场建设初期的征地赔偿金为机场跑道以及边界地带和延伸地区以充足的土地。因此机场在启用时的实际用地有70%的部分是由绿色植被覆盖的，如今植被区域仍有925公顷，但比例已降至60%。机场还在埃尔丁沼泽区修建了纵横交错的溪流和树林等景观设计。为了减少鸟击的风险，机场会尽量减少酱果类灌木和树木，所有这些植被都大大保护了周围农田不受风蚀。另外，还有230公顷的绿化带被纳入机场的缓冲区中，机场缓冲区的总面积约有600公顷。

### 水域
由于机场用地大规模的介入了该地区的水分平衡，作为沼泽景观的地下水位不得不大量减少，机场为此建造了排水渠。现有的水道如溪流等并没有中断，而是需要从机场的外围或是地底通过。这虽将导致地下水位的下降，但影响仅限于机场区域。
机场收集的污水和雨水均引入天然的水循环当中，并为此建有超过100公里长的排污管道、7座抽水站、1座洗涤用水处理装置和1座雨水过滤池。已经过粗略清洁的水源最后将会通过一个污水处理设备净化。对于在冬天机场除冰所需要用到的化学除冰剂例如乙二醇，将会与受污染的融水一起收集，作净化或重复使用。净化工作会在排出区域进行，乙二醇与土壤细菌接触分解为无害成分的水及二氧化碳。

### 噪音

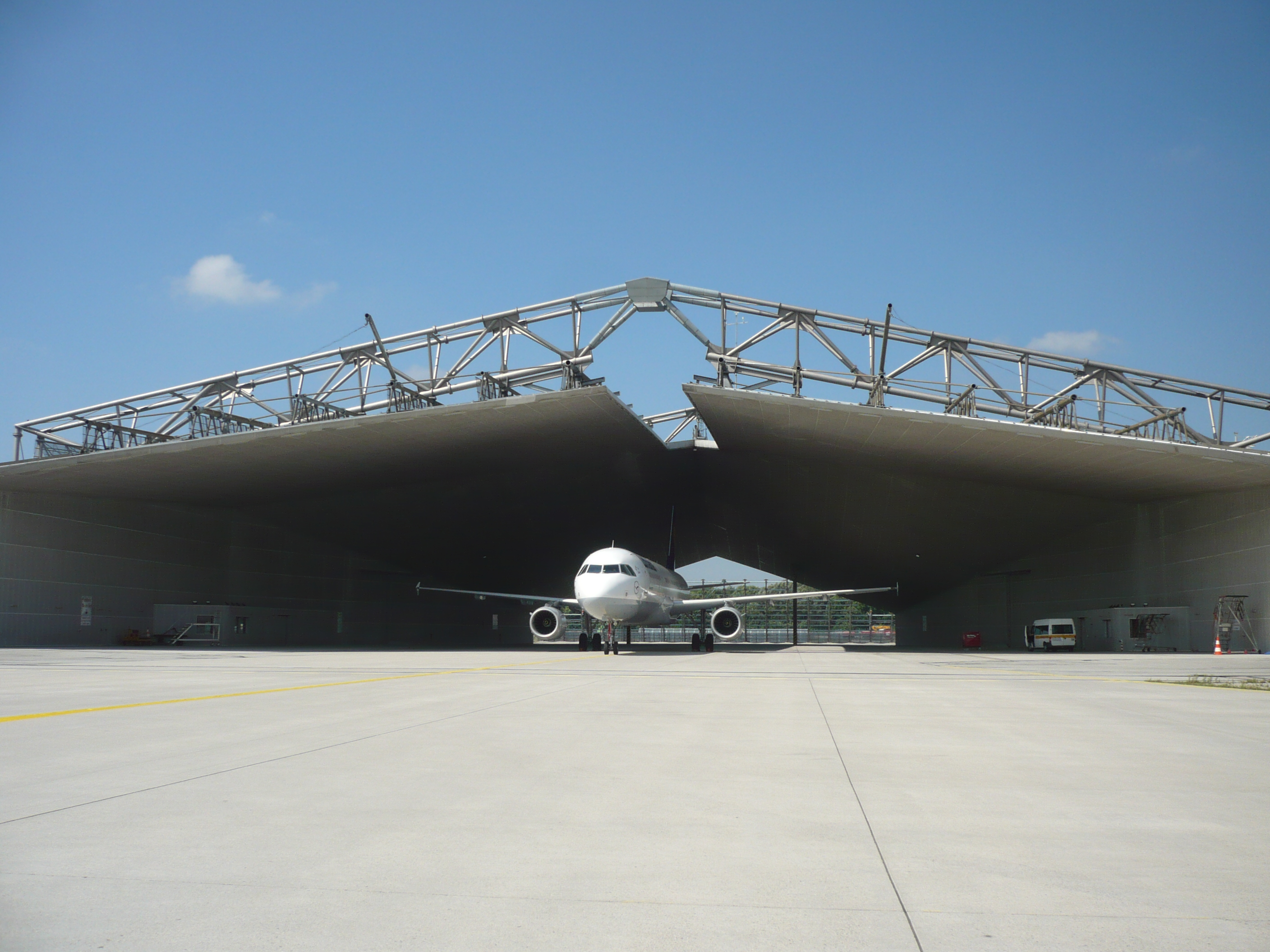
发动机测试车间

为了降低噪音，机场设置了长达4000米的起降跑道，以使飞机减少使用在着陆时会产生巨大声响的推力反向器。但在实践中，这一设想没有实现，因为一般的陆面滑行时间仍然不足。于是机场又建起一座减少发动机噪音污染的测试车间，夜间22点后发动机测试只能在获得交通管制机构授权后方可进行。为了促使航空公司采用低噪音的飞机，机场会对航空公司收取噪音费。机场内共设有16个固定的噪音监测点。

#### 夜航

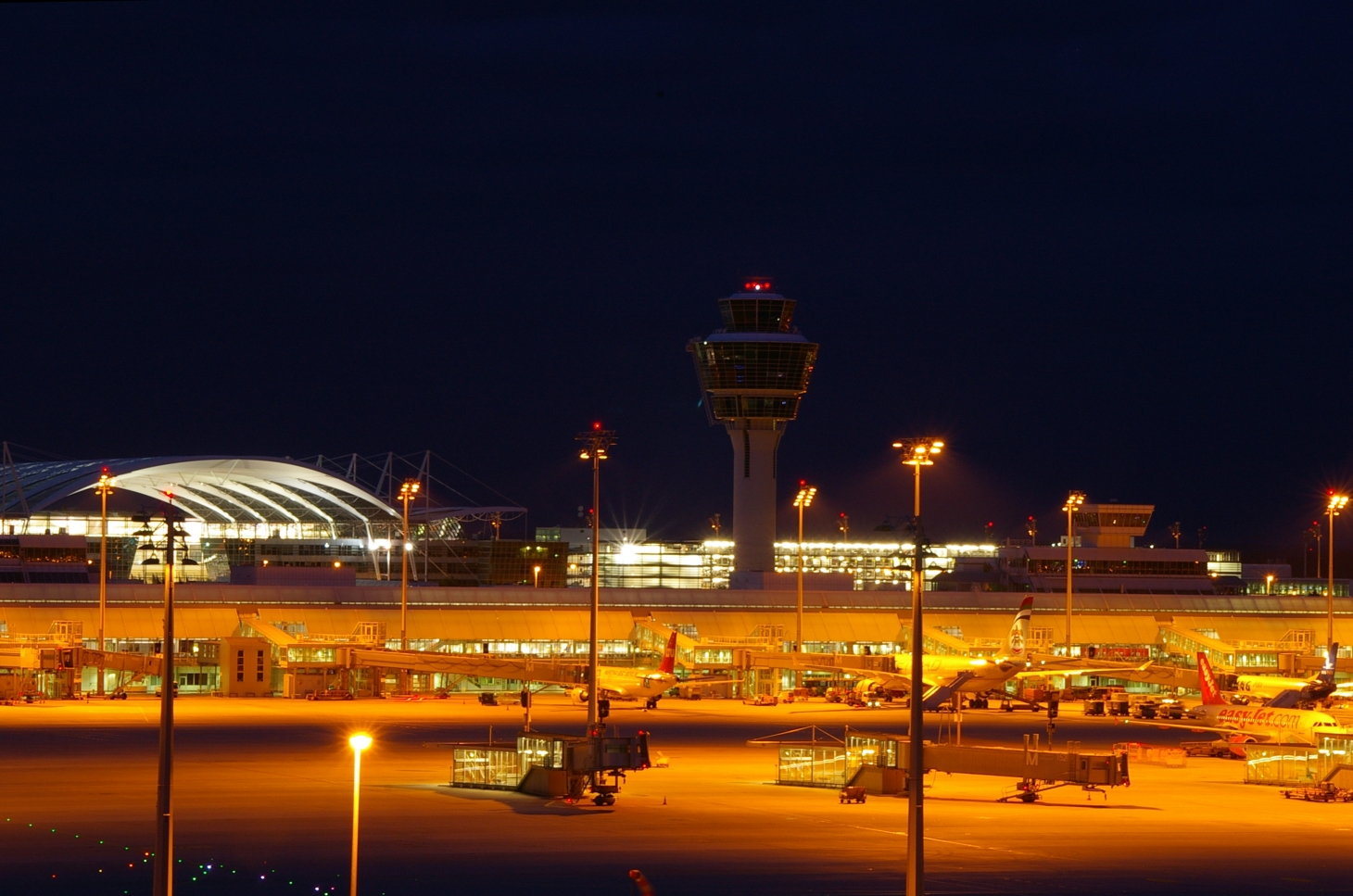
慕尼黑机场夜景

慕尼黑机场并没有明确的夜间禁飞（宵禁）规定，但在晚间22点至次日早晨6点也会限制民用航班起降，邮政及空管航班则可获得豁免。在午夜0点至凌晨5点的核心时间内执飞的航班一般都是基于公众利益进行的，其中包括应急性飞行，例如警察和救援的直升机行动或紧急医疗行动；而基于安全原因的起降例如紧急迫降在任何时段都是允许的。此外，获得拜仁州经济事务、基础设施、交通及技术办公厅（Bayerisches Staatsministerium für Wirtschaft, Infrastruktur, Verkehr und Technologie，简称）特别许可的航班也可在此时段内飞行。
在22点至0点以及5点至6点执飞的航班会被归类为所谓的额外准飞清单。然而航班延误或过早着陆的飞机，并至少满足国际民航组织第三章所批准的噪音要求，则属于例外情况。除了上述的两项标准，额外准飞清单和噪音条例还对这个时段的航班提出了更多要求。航班需要满足众多额外要求中的一项方可执飞，其中包括航空公司必须在机场设有维修基地，每晚的最大起降量不得多于28架次，飞机的噪音不得大于75分贝或不得是飞行训练航班等。
这些规则将一直适用，直至年度航班总起降量用尽为止。其它类似的航班则不被允许。即便如此，夜间航班的数量还是由1999年的平均每晚42架次已增至2007年的平均每晚60架次。

### 能源

#### 中央热电站
慕尼黑机场的大部分电力和热能依靠其自身的一座中央热电站供给，该供电站位于机场的西端，北起降跑道以南。热电站内设有9个发电机组，其中9个为柴油机组，2个为汽油机组，发电装机容量为18.5兆瓦。机场将发电机组一直保持均等运行状态，并以此在特定的时间内将剩余的热能转化储存；而夏天产生的热量则会用于吸收式冷冻机的运作。热电站的总发电效率分别达到78%（柴油机组）和83%（汽油机组）。根据德国的《可再生能源法案》，慕尼黑机场有限公司承诺也将会利用沼气作为可再生能源的发电机组。此外，机场也通过区域电网与附近的措灵发电厂（Kraftwerk Zolling）相连。

#### 光伏发电装置

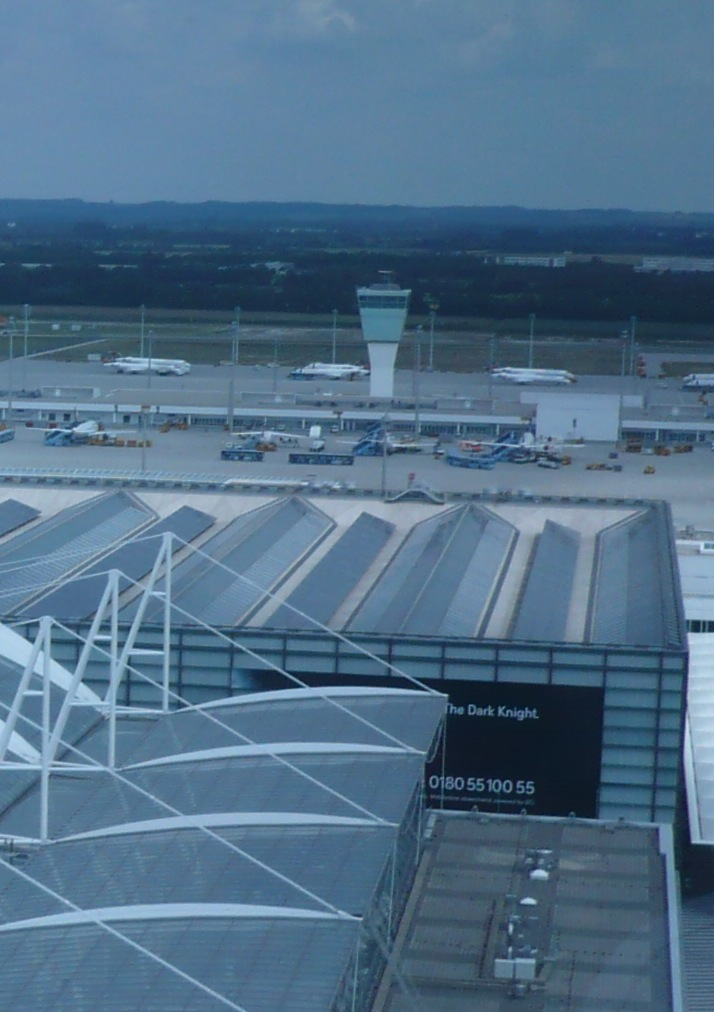
2号航站楼顶部的光伏发电装置

在2号航站楼中央大厅的屋顶建有一个光伏发电装置，它是由BP太阳能、德国BP、德国环境管理工作组（Bundesdeutscher Arbeitskreis für Umweltbewusstes Management）和汉莎航空共同参与的合作项目，自2003年7月10日开始运作，每年可提供445万千瓦时的电量，相当于155个家庭的消耗量。其占地3594平方米的硅光电池中的2856个模块可产生直流电，并在转换为交流电后便即可应用于机场电力系统中。该装置共投资265万欧元，设计使用年限为30年，预计在此期间将可节省12000吨的二氧化碳排放量。在2号航站楼内，还设有一个可显示其实际产生能量的布告牌，并提供其它的一些讯息。

#### 生物燃料加油站
生物燃料加油站设于机场的非公共区，提供菜籽油燃料、乙醇燃料和沼气燃料，主要为运营商将其内场车辆逐步转换为生物燃料之用。同时该加油站也可供机场外围的一些公司使用。

### 鸟类保护区
由于在机场范围内必须驱逐鸟群以避免鸟击，慕尼黑机场为此在附近辟有新的鸟类栖息地。一些鸟类例如金眶鸻、黄鹂和黄鹡鸰等已在机场附近寻找到了新的生存空间，并且不会影响航空交通。为了这一发展趋势以及解决随之而来的珍稀鸟类迁徙区问题，慕尼黑机场还在2008年为其北部和南部的一些地区申报了欧洲鸟类保护区。

### 安全

#### 警察
为了保障旅客及飞行安全，机场设有3个警务机构，分别为联邦警察局、拜仁州地方警察机场分局和慕尼黑机场有限公司安全保卫部。警务基地位于机场北大街6号，部署于此的警力需要经过专门的作战技能培训，具备例如应对飞机劫持等突发事件的预案。拜仁警用直升机中队（Polizeihubschrauberstaffel Bayern）也设于慕尼黑机场，并配备有5架欧直EC135直升机，该中队计划在2015年转场至施莱斯海姆机场。

#### 消防

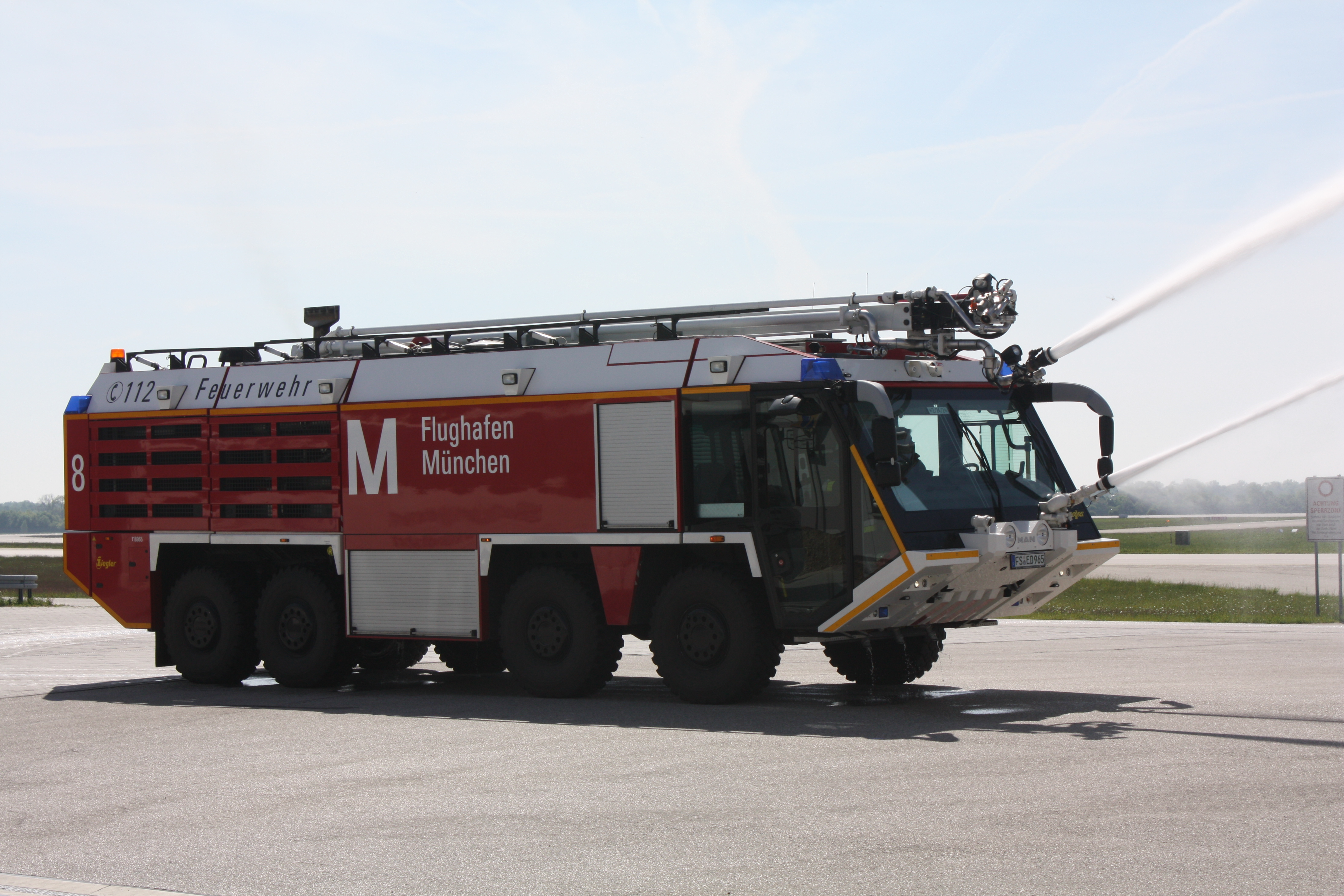
慕尼黑机场的消防车

机场共有两个消防队及32辆消防车，每个消防队都分别位于两条起降跑道附近。在不受恶劣气候条件的影响下，这个部署可使他们能够在最多3分钟之内抵达停机坪、滑行道和起降跑道的任何一处。如遇上机场以外的介入任务，消防队可向周边社区提出请求，派遣最多36辆消防车及大约216个消防员以协助扑灭在当地发生的大型火灾。其最近一次派遣协助是发生于埃兴的宝马工厂火灾。

#### 急救
马尔特泽急救服务部（Malteser Hilfsdienst）在慕尼黑机场的北大街设有提供公共急救医疗服务的驻点，并配备一辆随时候命的救护车，它也可以用作机场范围外的普通急救服务。如有必要，机场还可以征用该区域或跨区域的救援人员及设施，由埃尔丁公共安全呼叫中心负责协调。1号航站楼内也设有急救医疗中心，并拥有自己的医疗设备及车辆。

### 事故
2004年1月5日上午8点17分，奥地利航空一架班号为OS111的福克F70飞机在距离起降跑道还有数公里远的积雪农田上紧急迫降。机上28名乘客及4名机组人员受到惊吓，但幸免于难。这架飞机当时正执行由维也纳飞往慕尼黑的航班，造成事故的原因是发动机结冰而导致推力丧失。
2011年3月11日上午7点02分，一架庞巴迪CL600飞机和两架西科斯基UH-60直升机在08R起降跑道危险逼近。原因是两架美国空军直升机的机师错误理解了塔台管制员的指令，来到了接近CL600飞机起飞的区域附近，飞机之间的最小距离仅200米。CL600的机师于是加速并以约80海里（148公里/小时）的速度爬升。
2011年11月3日，新加坡航空一架由曼彻斯特飞往新加坡的波音777飞机在经停慕尼黑机场降落时主起落架多轮爆胎，随后侧滑出跑道终止于草坪上。事件中无人受伤，但造成慕尼黑机场多个航班取消和延误。
2012年5月17日，一架前往威尼斯的多洛米蒂航空的ATR72-500飞机在起飞10分钟后被迫返航，这是由于发动机故障导致驾驶舱冒烟。在降落的过程中，飞机从跑道上滚入中央隔离带，全机58名乘客中有5人受轻伤。

## 僱员
截至2009年12月31日，慕尼黑机场内共拥有550家各类企业和政府机构，以及29560名僱员。这些僱员当中20.7%来自弗赖辛县、19.6%来自慕尼黑市、16.2%来自埃尔丁县、10%来自兰茨胡特县，还有5.3%来自慕尼黑县。若以城市计，除慕尼黑外的主要居住地为弗赖辛（8.3%）、埃尔丁（5.0%）、伊萨尔河畔慕斯堡（2.1%）和哈尔贝格慕斯（1.8%）。这使得慕尼黑机场成为拜仁州最大的工作场所，其周边地区自20世纪80年代起便一直维持德国最低的失业率。

## 建筑风格

### 1号航站楼

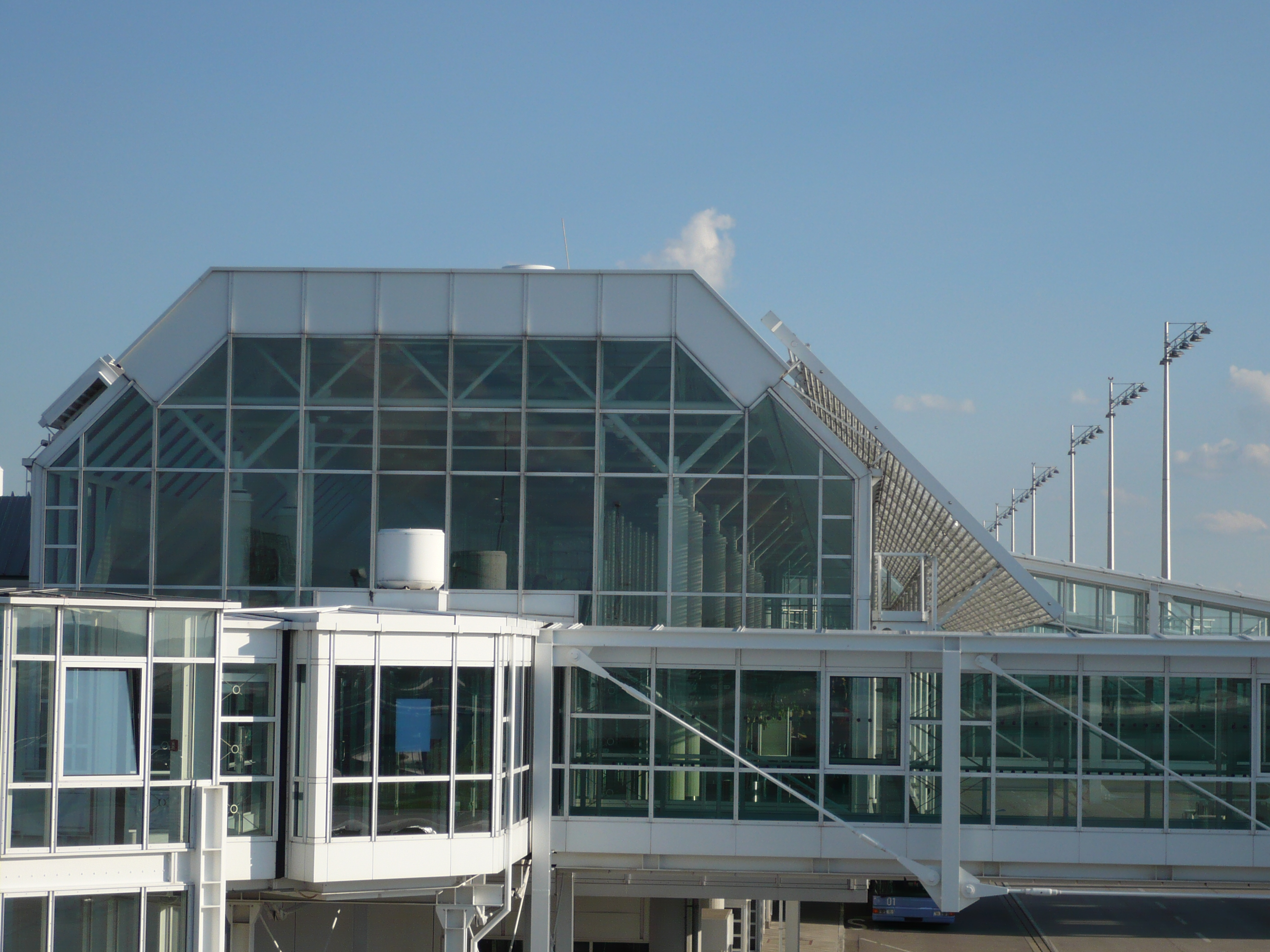
1号航站楼可视的管线系统

1号航站楼是分散式的结构，其特点是包含许多线条、棱角等多种几何图形，以营造丰富多样和生动活泼的氛围。1号航站楼尤其注重光线对建筑风格的价值，并以此作为自身的景观。为了获得充足的光线，航站楼安装了可供暖的窗面，这种窗面也延伸至屋顶，成为屋顶结构的一部分。同时窗面还配备有可电控的管线系统，能够提供防目眩保护，也可产生光影游戏。白色被选定为主色调，被广泛应用于该建筑的墙壁及外立面，甚至中央区和塔台。银色只会出现于锌、铝或不锈钢的外观上。信息指示牌则是采用白色的字体配以浅蓝色背景。这种浅蓝色的视觉图形是由奥托·艾舍设计的。而航站楼的整体设计则由慕尼黑的布斯建筑事务所及合伙人（Busse & Partner Blees, Büch, Kampmann）负责。

### 2号航站楼

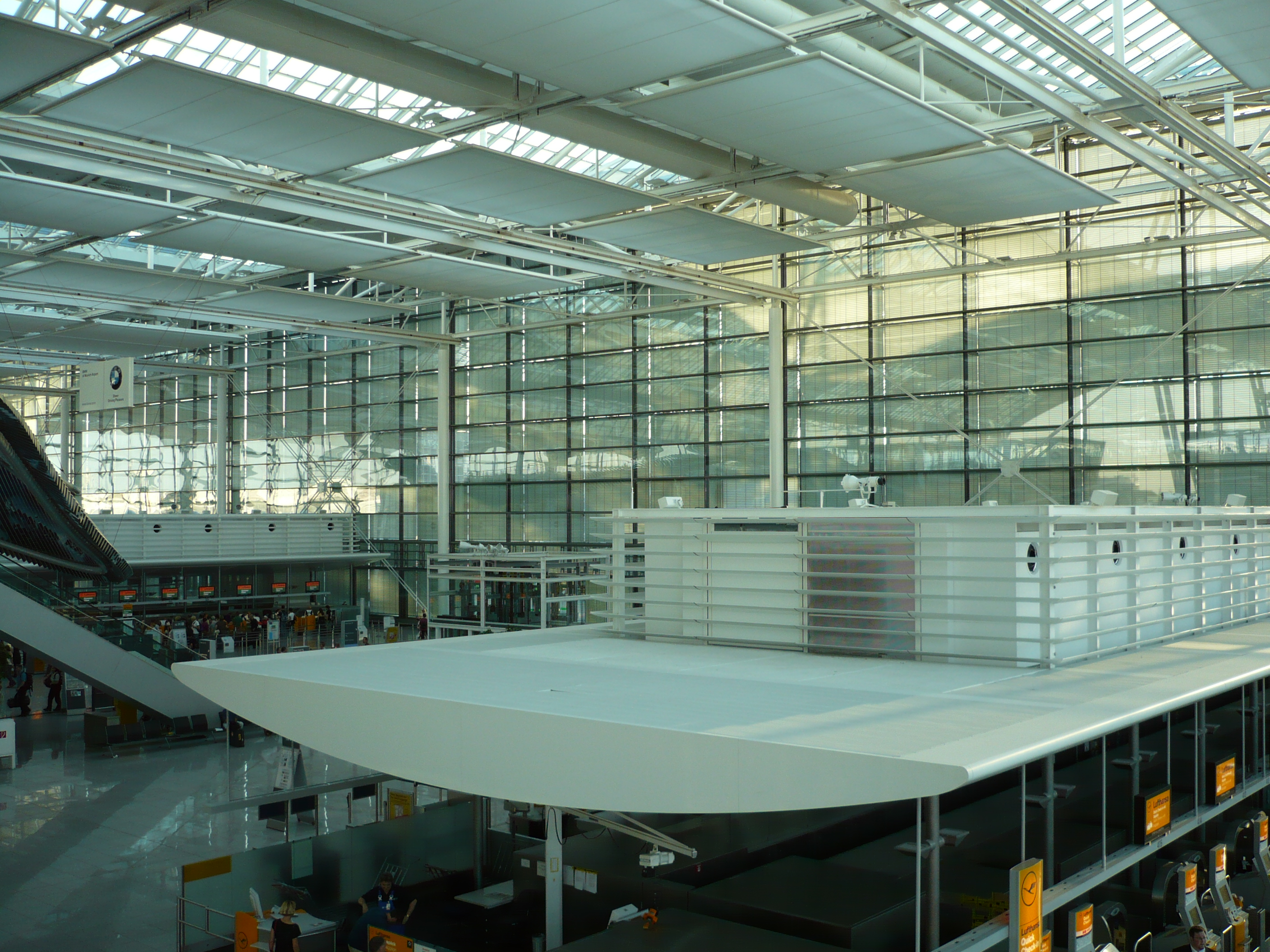
2号航站楼的登机大厅

与1号航站楼相比，2号航站楼是一个完全相反的模块化终端设计：由于这是从一开始便作为专供汉莎航空及其合作伙伴使用的中转航站楼，因此只设一个抵达和出发中心。它座落于慕尼黑机场中心旁的中央位置上。这个呈立方体形并保持外观简洁的大厅设计是为了刻意与慕尼黑机场中心的弧形屋顶及其多边多角的主体建筑形成鲜明对比。2号航站楼的外立面被分为两层，内层是玻璃层，外层为金属网。由7条长毂支撑的大厅外观采用玻璃和钢相结合，并作为一个桁架结构，使其跨度可达60米。玻璃幕墙在室内会有遮光帆布，但它们都是半透明的。每条长毂均各自配有倾斜的人字形玻璃屋顶，在每个玻璃屋顶之间则设有光伏发电装置。该大厅的离岸空桥只能作水平划分。
2号航站楼的航站楼的空桥为全玻璃结构，它由3条独特的可伸缩隧道组成。2号航站楼在2005年获得了欧洲钢铁设计大奖（European Steel Design Award 2005），其整体设计由科赫建筑事务所及其伙伴（Koch + Partner）完成，钢结构设计则来自毛雷尔·索内（Maurer Söhne）。

## 未来规划

### 改善公共交通

#### 埃尔丁环线

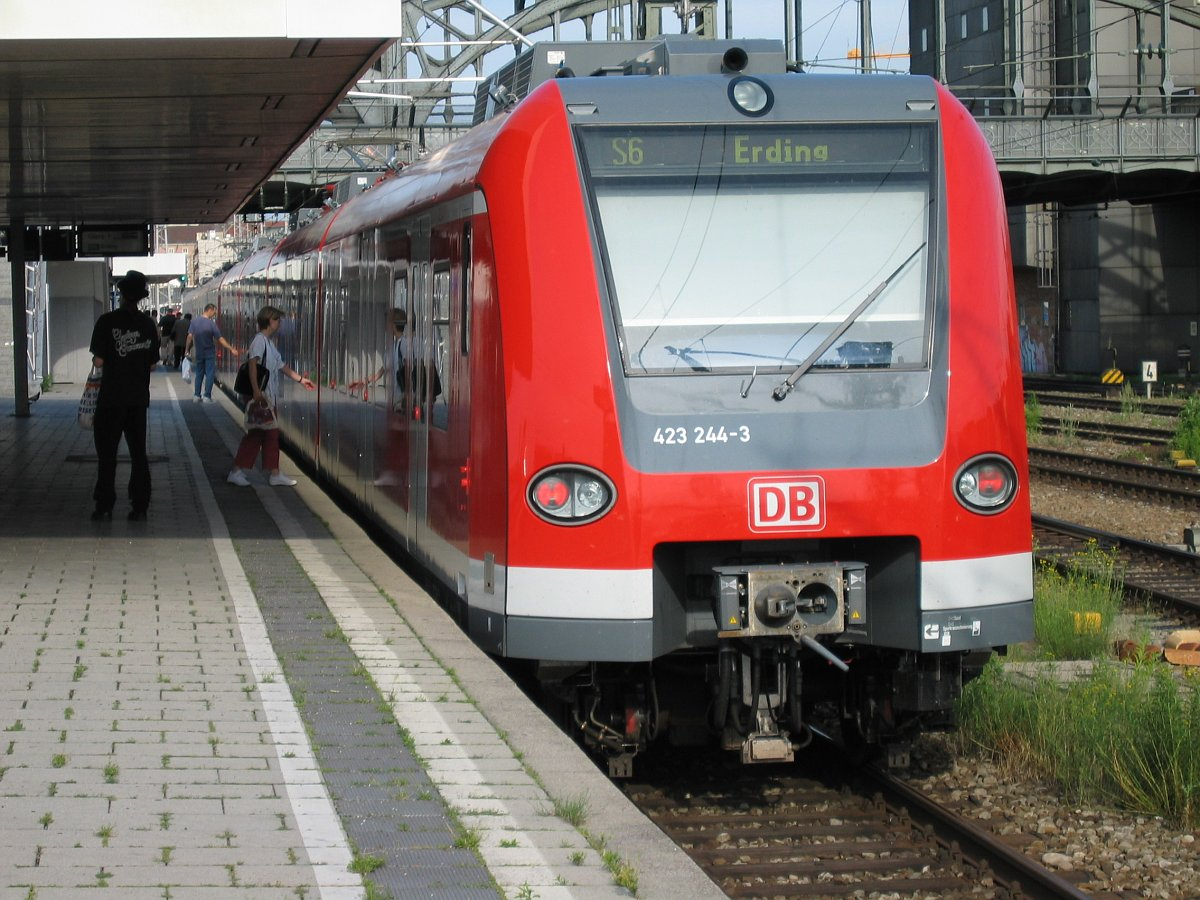
终到埃尔丁的S2线（原S6线）

在2006年8月初公布的项目管理中提出了建设埃尔丁环线（Erdinger Ringschluss）的具体规划。规划将S2线由埃尔丁至机场通过一条连接曲线延长，设有两个方向模式，“普林联络线（Pullinger Spanne）”和“纽法恩折返线（Neufahrner Gegenkurve）”，其后还将扩建为四轨并连接机场至弗赖辛。首个路段规划（弗赖辛-机场）于2009年确定方案。该方案还要求从东拜仁铺设一条较长的联络线，连接至机场通勤城市附近的慕斯堡和兰茨胡特的区域铁路。
通过埃尔丁环线无法连接机场到市区，不过乘客可以机场直接前往慕尼黑会展中心。为此S2线特意绕道会展北部，并设有会展城北站。

#### 机场快线
慕尼黑的执政联盟在克服了与此规划同时进行的磁悬浮项目所带来的怀疑和负面影响后，开始加速推进通过扩大现有的网络，建立连接城市和机场间的快速线的计划。但难以解决的问题在于从中央火车站至纽法恩之间正在使用的的S1西线和S8东线的班次频密，并且缺乏快速轨道。而因为负荷率高，利用任何现有的主线轨道快速穿越市区同样也是不可能的。于是这个代号为MAEX的政府计划提供了一种解决方案：在中央火车站新建与S8线平行的第二条主线实现快速连接。第二条主线若动工建设，最快可于2018年试运行。
慕尼黑的规划机构费尔雷格·罗斯勒（Vieregg-Rössler）还提出了另一种可行性方案，即在中央火车站和北部环线之间以地下隧道方式建造一条通往机场的联络线。与S7/S27新线路相比，这是可供机场快线列车行驶的更好的联络线，并能完全解决由慕尼黑至纽法恩的区域交通问题。

#### 地铁

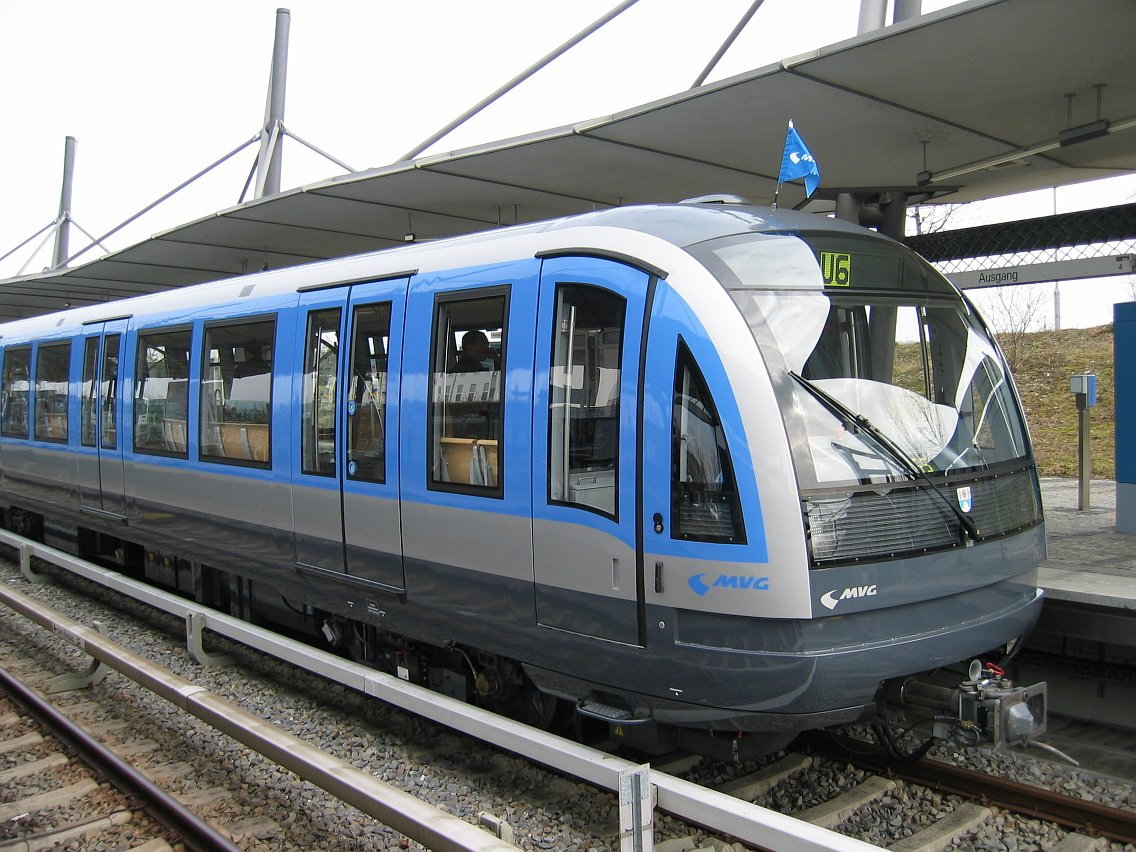
地铁6号线列车

通过不同地铁线路的延长线连接至两条机场线的交汇点，可以使慕尼黑北部各地区前往机场的时间大幅缩短。慕尼黑的米尔贝斯霍芬-安姆哈特和菲尔德莫兴两个地区于1996年便通过延长地铁2号线实现与S1线的菲尔德莫兴站相连接，并于1998年在纽法恩建造了S1线的机场支线。而2010年建成的地铁3号线连接线则连接S1站的慕斯巴赫站，缩短了由慕斯巴赫、施瓦宾西部和纽豪森-宁芬堡等地区前往机场的时间。
早在1989年，修建一条长2.2公里的延长线、连接地铁4号线目前的终点站阿拉贝拉公园至8号线恩格萨尔金站的规划便已获得批准，这条新建的线路将改善伯根豪森地区前往机场的交通情况。此计划在1991年也被纳入了慕尼黑市议会通过的第三次地铁中期扩建程序中。然而由于财政紧张以及该线的负荷率较弱，这项扩建计划已经被推迟至今。
地铁6号线亦考虑延长至1号线的埃兴站（6.1公里）或纽法恩站（6.2公里），如此可使乘客从拥有会展中心的施瓦宾-弗莱曼区、安联球场、拥有慕尼黑大学和慕尼黑工业大学的加兴地区等，更快抵达机场。

#### 连接至东拜仁

##### 东拜仁南部：瓦佩斯基森联络线
早在机场启用前，便已存在一个于机场旁兴建火车站和铁路的计划。这条简短、单轨的新线被称为瓦佩斯基森联络线（Walpertskirchener Spange），它位于埃尔丁和多芬之间，并与来自因河畔慕尔多夫的既有线相连。2006年8月，因其作为埃尔丁环线的一部分而又重新进入实际规划阶段。

##### 东拜仁北部：纽法恩折返线
由兰茨胡特经机场连接至慕尼黑的线路规划在很长一段时间都不明朗。尽管东拜仁州的政治家及社会团体要求兴建一条马兹林联络线（Marzlinger Spange），将慕尼黑-兰茨胡特线从东引入机场，但附近的弗赖辛已拥有一条重要的地方铁路通往慕尼黑，并很大程度依赖它。于是在州政府专员于2009年11月23日提交的咨询意见中，推荐兴建从西引入机场的纽法恩折返线，并计划于2013年完成。

### 扩建2号航站楼
一座最多可容纳27架飞机的卫星航站楼将建立在目前的行李分拣区上，2号航站楼的容量在其辅助下将得到显著提升。扩建工程将始于行李分拣区：除了用作行李传输的隧道外还将增设3个地下空间，其中包括一条来往于卫星航站楼与2号航站楼之间的小型地铁，以及延伸至火车站的通道。扩建的整体规划大纲已经公布，这个T字型的卫星航站楼的年均处理目标为1700万人次，最初计划于2011年启用，却因受到自2007年起的金融危机的负面影响而被迫延期。FMG和汉莎航空共提供6.5亿欧元用于这项2号航站楼的扩建，目前建筑许可证已经颁发，可以在2015年投入运营。
在卫星航站楼建筑以东的区域为所有未来的后续建筑预留了空间，这里可以建造更多的卫星航站楼，甚至建造一座独立的3号航站楼。

### 旅客捷运系统
旅客从2号航站楼到卫星航站楼之间将可通过一个旅客捷运系统往返。捷运系统已在2号航站以地下隧道的方式开建。建成后将使用庞巴迪运输制的无人驾驶列车，每趟列车的运载能力将可达400人，发车间距为90至180秒，最高速度为每小时50公里，只需50秒的行车时间。捷运系统的线路总长约700米，其中包括约400米的轨道、后续维护区域和回转设施，站台的长度则分别为49米（卫星楼）和51.3米（2号航站楼）。线路的全长为700米（400米的的载客轨道加上后续维护区域及转向设备），而在最终的扩建方案中，线路全长可能会达到2000米，然后在高峰时段可以应对双向每小时9000人的移动客流。现有的隧道建筑空间高约3.65米。在隧道天花板设有一个4米x16米宽的安保区，可以监控包括列车在内的所有建筑部件。建成后捷运系统拥有每个方向每小时4000人的运载能力。
旅客捷运系统在德国已被应用于法兰克福机场和杜塞尔多夫机场中。

### 第三条起降跑道

#### 审批程序
2005年7月，因机场现有跑道系统受到迫在眉睫的容量制约，FMG监事会决定启动建造第三条起降跑道的空间规划程序。2007年2月，上拜仁政府在评估了其所申请的扩建模式后持积极态度。FMG向政府表明了其结论：“现有起降跑道系统的容量在未来几年内将会被用光，而面对中远期航空交通量的增长预测，亟需另辟一条起降跑道”。
2007年8月24日，FMG正式向上拜仁政府提交了规划许可的申请。这份规划许可申请于2007年11月5日至12月4日间在周边社区进行公众咨询，它由超过1000页和500项计划的47份文件组成。同样在互联网上也可查看完整的规划许可文件清单。到截止日期时，政府共收到附近县市和公共机构提出的59191项反对和123项表示忧虑的意见。于是2008年11月11日至2009年3月31日期间在下施莱斯海姆共举行了59场听证会，详细讨论了扩建计划对市民的影响。作为申请方的慕尼黑机场有限公司对计划进行辩护，并对质疑作出回应。上拜仁政府作为主管审批机关也对计划进行了11段分析程序。该申请的所有议题都经过了公共机构、申请方和相关市民的详细探讨。在原申请的基础上，FMG于2010年4月12日至2010年5月11日就在慕尼黑机场兴建第三条跑道对周边社区进行了补充说明。在FMG提交的这份报告中，发表了一系列声明，包括特别修订的航空交通量预测、重新计算的飞行噪音保护条例生效后的飞行噪音、新修改的自然保护法附带对环境影响的研究、以及潜在外部风险和内部价格变动的文件清单。与此同时上拜仁政府委托了汉堡国际经济研究所（Hamburgisches WeltWirtschaftsInstitut，简称）对慕尼黑机场的航空交通预测的经济基本面进行分析。然而主管审批机关再次接到居民的反对意见和对申请方FMG选址的质疑。一份汇编了受影响居民的反对论据合集也在2010年9月29日发布。
截至2011年2月，上拜仁政府将在完成整理和审查所有的反对及意见以后，再对FMG提出的规划许可申请作出决定。2011年7月26日，慕尼黑机场取得上拜仁政府下发的规划批准，允许建造第三条跑道，并即时执行。FMG计划从2015年起将新跑道投入使用。
2011年11月4日，上拜仁政府决定对期限行将届满的反对及意见采取临时性保护措施，拜仁行政法院立即对22宗投诉和7宗意见进行受理。2011年12月，行政法院指出在主审法官对相关的投诉案件作出裁决前，FMG所获得的即时执行权无效。拜仁州政府在2012年1月16日的内阁会议中也确定，运营商必须等待诉讼程序的判决，以确保“高度的法律明确性”。

#### 全民公投

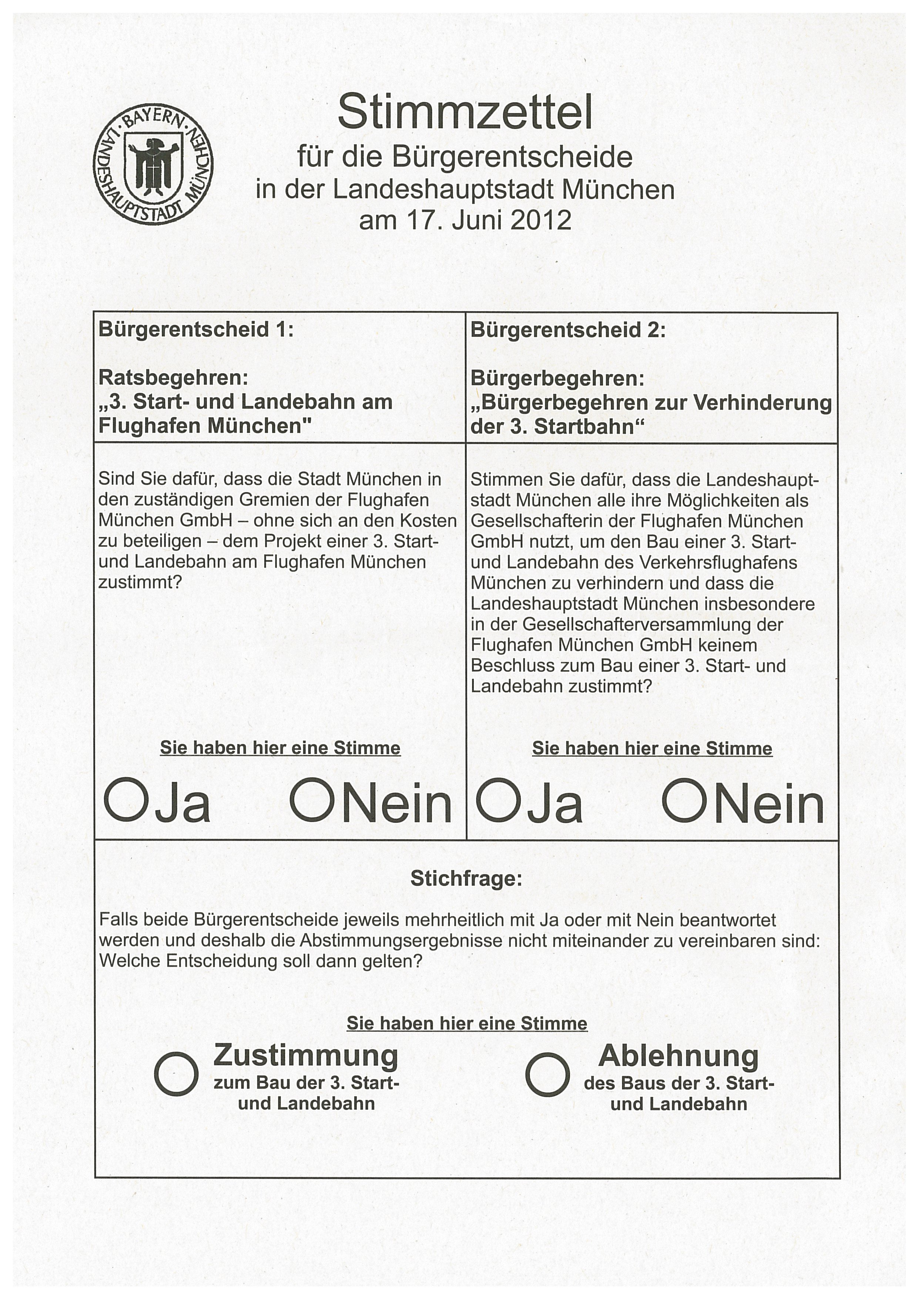
全民公投的选票

2012年6月14日，慕尼黑市就慕尼黑机场是否应兴建第三条起降跑道举行了全民公投，结果占大多数的反对票比例为54.3%。共有32.8%的慕尼黑居民参与了此次公投。而早在2012年2月1日，由CSU、SPD、FDP等党派组成的慕尼黑市政厅便以大比数通过让居民直接参与兴建第三条跑道的决策。在一些环保团体的支持下，绿党和左翼份子甚至组建了“慕尼黑对抗第三跑道”（München gegen die 3. Startbahn）联盟，并开展签名请愿活动，主动争取当地居民的支持。在最终提交当地人事行政部门审议的签名中，共有31430份有效签名，超过了30831份签名（3%的慕尼黑选民）的法定人数需求。全民公投涉及三道问题：1.支持或反对政府继续扩建机场的意愿；2.支持或反对居民拒绝兴建第三跑道的意愿；另外一道问题则随机抽出，批准或不批准机场的扩建计划。大多数人对第三条跑道投了反对票。因此，即便FMG在股东大会上一致通过扩建计划，并且早已获得上拜仁行政区政府颁发的合法规划决策资格，但第三条跑道的建设当前在政治上仍是不可行的。

#### 选址
FMG最初审查了超过25个的跑道方位，其中6个可以满足其容量要求，为此FMG联合周边社区和居民自发组织成立了邻居咨询委员会，并对此进行讨论。6个跑道位置里每个都可提供与现有跑道系统平行和换位的4公里长滑行道，其中2个位于现有跑道系统的南部，4个位于北部。所有备选方案选择都必须遵守国际民航组织规定的与现有两条滑行道的间距要求，以确保计划中的第三条跑道可以独立及平行运作。经过慎重考虑和评估所有的备选方案后，名为“5b 跑道方位（Bahnlage 5b）”的方案被选定为优先方案，因为这被认为是对人类和环境造成的影响最小的选择。所有其它方案都因各种原因被否决。在5b方案里，有一条4000米长和60米宽的起降跑道，距离现有的北跑道以北1180米。然而这个方案也预期会给阿塔兴和贝格伦两个居民点带来明显的噪音污染，因为起降航班将直接飞越该地区。此外，分布于施威格慕斯定居点的居民也需要因此而搬迁。根据上拜仁政府在2011年7月26日批准的兴建规划中，新跑道将为4,000米（1.31万英尺）长，60米宽，选址被定在现08L/26R跑道以北1,180米处，其入口向东移动了2,100米。
按照国际民航组织的标准，新起降跑道将获得08L/26R的名称，而原北跑道在地处中间时将会被重命名为08C/26C。

#### 兴建理由及反对者的论点

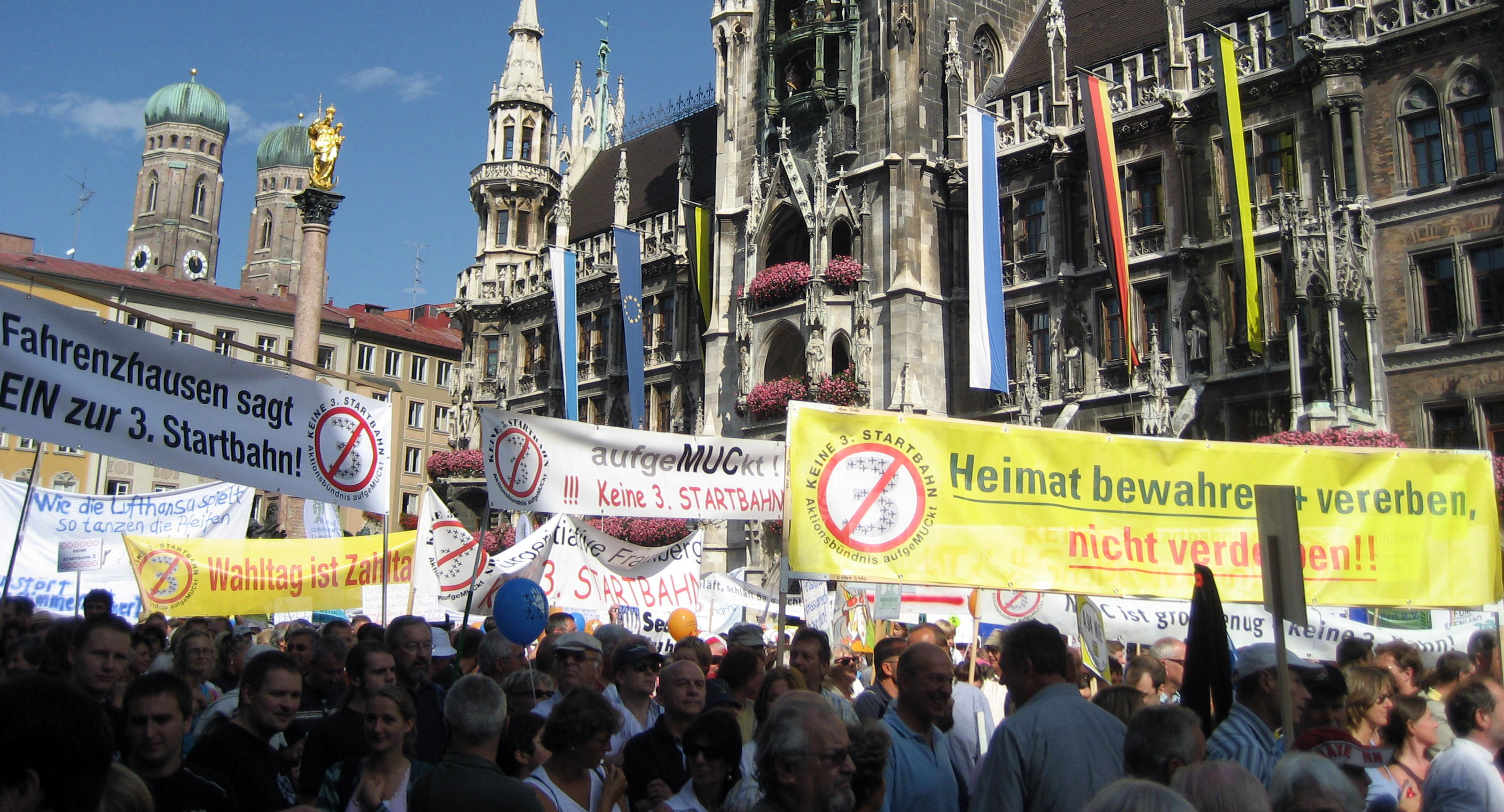
反对兴建第三条起降跑道的大规模示威

##### 不断增长的交通需求和显著的能力限制
机场在1992年投入运营后，旅客数量持续增长，据FMG的数据显示，从1997年至2006年机场的使用率平均逐年递增7%。时至今日的交通需求量远高于现有两条起降跑道系统所允许的容量上限。两条现有的滑行道已出现交通瓶颈，且几乎所有的优化措施均已用尽。受制于此，慕尼黑机场在每天12个小时的工作时间里无法分配更多的起降间隙，必须否决大部分的新增航班请求。航空公司或新运营商想要致力于扩张其在慕尼黑的航线网络通常是不可能的。然而得益于慕尼黑机场优越的地理条件、受欢迎程度和高效率，以及市民流动性需求的进一步增加，机场需要维持稳定的交通增长。据因特拉普兰咨询公司的可靠预测，机场客流量在2020年将超过5800万人次。为了应对这种交通流量增长，运营公司计划兴建第三条起降跑道，将目前的起降运力从每小时90架次增加至每小时120架次。与同样具有高起降间隙的机场相比，例如法兰克福机场及伦敦希斯罗机场等，慕尼黑机场的旅客数量处于明显劣势，对此可以理解为那些机场拥有飞越洲际航线的大型客机。而航空公司在慕尼黑开设具有吸引力的远程航班连接中转同样可以获得成功，因为这可将慕尼黑拥有的遍布全欧洲约160个支线航班的目的地结合起来。为了维持慕尼黑机场卓越的中转质量，兴建第三条起降跑道会是一项积极贡献，同时对慕尼黑地区乃至拜仁州的交通和经济发展具有重要意义。此外，各商界及政界机构也对兴建第三跑道表示欢迎，慕尼黑和上拜仁的工商联合会均认为第三跑道是确保拜仁作为欧洲最强大的经济区地位的必要条件。而对于经济严重依赖出口的德国，快速连接到全球的航空网络也是必不可少的。

##### 反对者的论点
兴建第三条跑道的工程项目在机场地区、特别是受影响最严重的弗赖辛和埃尔丁引发极大争议，反对声音在达豪、兰茨胡特、慕尔多夫、慕尼黑、凯尔海姆、埃伯斯贝格、菲尔斯滕费尔德布鲁克和普法芬霍芬等地也日益增多。反对者质疑FMG提供的交通流量增长预测，并认为其自己确认自己的方案，要求另外利用大型客机来满足客流需求。由于在规划审批程序中收到近60000项反对，原本应在2010年年中就完成的听证会直到2011年仍在下施莱斯海姆继续举行。在FMG于2010年4月至5月对提交的规划补充文件作出了新的说明后，到2010年9月，上拜仁政府再度收到24808项反对。2010年11月18日，上拜仁政府宣布将不会举行任何新的听证会，因为反对者没有表明新的论据。对此反对者举行了抗议活动，要求“结束草率的政权（ein Ende der Basta-Politik）”，并批评机场的发展是通过航空公司的间接资助而收买过来的。反对者还联合组成了一个“反机场行动联盟（Aktionsbündnis aufgeMUCkt）”，有超过70个来自社区团体、社会团体和环保组织的组别参与，并得到拜仁州立自然保护署的支持。行动联盟共发动了5次大规模的示威游行，其中在2007年和2008年的地方议会选举前夕分别有3次和1次，2009年的联邦议会选举前夕也有1次。2011年2月，自然保护署表明了有关现有鸟群的新论据，听证程序被迫重新启动。自然保护署认为高密度飞行会对鸟群造成威胁，坚决反对确认机场的扩建计划。此外，作为相关土地的业权者，一部分天主教会也宣布抵制建设。随着兴建规划在2011年7月26日获得批准，抗议活动也日益增多。2011年10月29日，约7000名群众在慕尼黑市政厅前的玛利亚广场参加了大规模的示威集会。

##### 2018年进展
2018年二月，基社盟在2018年秋季选举前宣布将为建造慕尼黑机场第三跑道的争议提出一个解决方案。州长马库斯 索迪亚表示，毋庸置疑他支持兴建第三跑道，但并不急在一时。他表示他的目标为于2025年前完成建设。索迪亚希望辩论不仅仅停留在是否兴建第三跑道，而是希望探讨10-20年后机场如何定位自己。机场总经理齐亚克娄宣布慕尼黑机场将继续争取第三跑道。基社盟在2018年联合组阁后宣布，在2023年前不考虑动工扩建。

## 流量统计及国际对照

自1949年以来慕尼黑机场的客运量、起降量及货运量变化

慕尼黑机场与欧洲范围内的其它机场一同参与国际竞争。德国通过法兰克福及慕尼黑这两个枢纽机场确保了与世界的全面联系。为了加强德国空中交通的地位，两座机场又连同汉莎航空、德国空管公司一起创立了“德国航空交通协会（Luftverkehr für Deutschland）”，这将有助于系统的发展航空交通枢纽。
2006年8月，慕尼黑机场在以12个月为基数的商业旅客流量统计中首次突破3000万，这意味着在2005年9月至2006年8月期间，共有3000万人次的旅客利用了该机场。其流量规模位于伊斯坦布尔阿塔蒂尔克国际机场之后、罗马菲乌米奇诺机场之前，排名欧洲第七位。若以世界范围计，该机场在全球机场客运吞吐量列表中位列第26（2013年5月）。
2008年9月，机场在月度客流量（3,256,313人次）和月度飞机起降量（38,945架次）两项指标中均录得新高。虽然此后机场受到金融危机的影响，下一年度的飞机总起降量和总客流量分别锐减了40万和185.043万，但到2010年7月慕尼黑机场又迎来了一个新的历史高峰，月客流量达3,380,200人次。即便在2010年随后的几个月里，客流峰值也比以往年度超出7%。
在2006年、2007年、2008年、2010年和2011年，慕尼黑机场6度被独立的航空研究机构Skytrax评为“欧洲最佳机场奖”；就全球而言，则分别位列第三（2006年）、第四（2007年、2010年、2011年）和第五（2008年、2009年）。
下表为慕尼黑机场在过去的一些交通数据。
| 企业年度 | 载客人次   | 载货吨数 | 起降架次 |
| -------- | ---------- | -------- | -------- |
| 1992     | 12,018,202 | 56,847   | 192,153  |
| 1995     | 14,867,922 | 70,519   | 213,951  |
| 2000     | 23,125,872 | 133,234  | 319,009  |
| 2001     | 23,646,900 | 135,000  | 337,653  |
| 2002     | 23,163,720 | 165,092  | 344,405  |
| 2003     | 24,193,304 | 156,123  | 355,602  |
| 2004     | 26,814,505 | 177,005  | 383,110  |
| 2005     | 28,619,427 | 202,844  | 398,838  |
| 2006     | 30,757,978 | 224,409  | 411,335  |
| 2007     | 33,959,422 | 251,075  | 431,815  |
| 2008     | 34,530,593 | 259,645  | 432,296  |
| 2009     | 32,681,067 | 229,095  | 396,805  |
| 2010     | 34,721,605 | 274,729  | 389,939  |
| 2011     | 37,763,701 | 303,655  | 409,956  |
| 2012     | 38,360,604 | 290,301  | 398,039  |
| 2013     | 38,672,644 | 287,809  | 381,951  |
| 2014     | 39,700,515 | 309,361  | 376,678  |
| 2015     | 40,998,553 | 337,564  | 379,911  |

| 排名 | 航点                  | 载客人次  | 同比变化 |
| 欧洲 | 欧洲                  | 欧洲      | 欧洲     |
| ---- | --------------------- | --------- | -------- |
| 1    | 伦敦/希思罗           | 1,173,000 | ▲ 1.4%   |
| 2    | 巴黎/戴高乐           | 913,200   | ▼ 1.4%   |
| 3    | 马德里                | 741,000   | ▲ 15.2%  |
| 4    | 阿姆斯特丹            | 728,100   | ▲ 5.5%   |
| 5    | 巴塞隆拿              | 724,300   | ▲ 1.2%   |
| 6    | 伊斯坦布尔/阿塔蒂尔克 | 640,100   | ▼ 1.8%   |
| 7    | 馬略卡島帕爾馬        | 618,000   | ▲ 9.6%   |
| 8    | 羅馬                  | 602,500   | ▲ 12.0%  |
| 9    | 安塔利亞              | 556,300   | ▲ 7.6%   |
| 10   | 維也納                | 538,000   | ▼ 3.7%   |
| 洲际 |                       |           |          |
| 1    | 杜拜                  | 691,800   | ▲ 4.8%   |
| 2    | 纽约/纽瓦克           | 330,400   | ▲ 0.9%   |
| 3    | 芝加哥                | 303,000   | ▲ 2.8%   |
| 4    | 阿布扎比              | 275,000   | ▲ 80.3%  |
| 5    | 多哈                  | 269,700   | ▲ 4.6%   |
| 6    | 东京/成田             | 253,400   | ▼ 15.1%  |
| 7    | 华盛顿                | 246,000   | ▲ 0.2%   |
| 8    | 北京/首都             | 233,600   | ▲ 0.5%   |
| 9    | 多倫多                | 228,900   | ▲ 33.3%  |
| 10   | 孟買                  | 207,500   | ▲ 11.6%  |